# 4. Januar
Der 4. Januar (auch 4. Jänner) ist der 4. Tag des gregorianischen Kalenders, somit bleiben 361 Tage (in Schaltjahren 362 Tage) bis zum Jahresende.

## Ereignisse

### Politik und Weltgeschehen
- 0871: In der Schlacht von Reading unterliegt der angelsächsische König Æthelred von Wessex einer dänischen Invasionsarmee.
- 1248: In Spandau bei Berlin unterzeichnet Markgraf Johann I. von Brandenburg die Gründungsurkunde der Stadt Neubrandenburg.

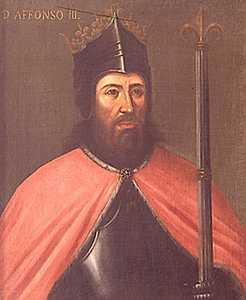
1248: Alfons III.

- 1248: Nach dem Tode seines Bruders Sancho II. besteigt Alfons III., der vorher bereits als Regent fungiert hat, den portugiesischen Thron.
- 1254: Der flämische Forschungsreisende Wilhelm von Rubruk und seine Begleiter erhalten eine Audienz beim mongolischen Großkhan Möngke Khan, an dessen Hof sie sich seit ein paar Tagen aufhalten.
- 1642: König Karl I. von England dringt mit 400 Bewaffneten in das House of Commons ein, um die Abgeordneten des Parlaments zu verhaften, die für die Große Remonstranz verantwortlich sind. Der versuchte Staatsstreich scheitert, weil John Pym, John Hampden und Oliver Cromwell bereits geflohen sind, wird aber zum Auslöser des Englischen Bürgerkrieges.
- 1717: Frankreich, Großbritannien und die Niederlande bilden ein Bündnis gegen Spanien, das seine im Spanischen Erbfolgekrieg verloren gegangenen italienischen Besitzungen zurückerlangen will. Einige Monate später bricht der Krieg der Quadrupelallianz um die Vorherrschaft im Mittelmeer aus.
- 1798: Die bis dahin zur Eidgenossenschaft gehörende Republik Mülhausen stimmt für den Beitritt zur Französischen Republik.
- 1884: Die intellektuelle Fabian Society wird ins Leben gerufen. Sie ist unter anderem Wegbereiterin und Vordenkerin der britischen Labour Party.
- 1894: Zwischen Russland und Frankreich tritt die Französisch-Russische Allianz in Kraft. Durch das Defensivbündnis kann Frankreich seine fast zwei Jahrzehnte währende Isolation beenden, während Deutschland in eine bereits von Otto von Bismarck gefürchtete Zweifrontenlage gerät.
- 1896: Utah, das bisherige Utah-Territorium, wird nach Einigung zwischen den dort vorherrschenden Anhängern der Kirche Jesu Christi der Heiligen der Letzten Tage und der US-Bundesregierung der 45. Bundesstaat der Vereinigten Staaten.
- 1897: Im Königreich Benin (heutiges Nigeria) wird am 4. Januar der Konsul für das Protektorat Nigerküste, J. R. Philips, zusammen mit 200 Begleitern beim Versuch ermordet, einen neuen Handelsvertrag zustande zu bringen. Das Massaker führt zur Strafexpedition nach Benin im nächsten Monat. Britische Streitkräfte nehmen am 18. Februar den Palast von Benin ein und erbeuten die Bronzeplastiken, die 2023 kontrovers im Deutschen Bundestag diskutiert werden.[1] Benin wird dem britischen Protektorat Nigerküste angegliedert. Großbritannien beginnt mit der militärischen Eroberung des heutigen Nigerias bis 1903.
- 1919: Der Berliner Polizeipräsident Emil Eichhorn (USPD) wird vom Rat der Volksbeauftragten unter Friedrich Ebert entlassen. Das führt am folgenden Tag zu Massendemonstrationen und zum Beginn des Spartakusaufstands.
- 1932: Von der britischen Kolonialmacht werden Mohandas Karamchand Gandhi und die weitere Führung des Indischen Nationalkongresses festgenommen.
- 1933: Franz von Papen trifft sich im Kölner Haus des Bankiers Kurt Freiherr von Schröder mit Adolf Hitler zu Geheimverhandlungen, bei denen sie eine gemeinsame Regierungsübernahme und die Reichskanzlerschaft Hitlers vereinbaren.
- 1948: Birma wird von Großbritannien in die Unabhängigkeit entlassen.
- 1950: Israel erklärt Jerusalem zur Hauptstadt.

1951: Verlauf des Koreakriegs

- 1951: Nordkoreanische Truppen erobern im Koreakrieg mit chinesischer Unterstützung zum zweiten Mal Seoul.
- 1959: In Léopoldville (Belgisch-Kongo) brechen gewaltsame Unruhen aus, die als Ausgangspunkt zur Unabhängigkeit des Kongo gelten.

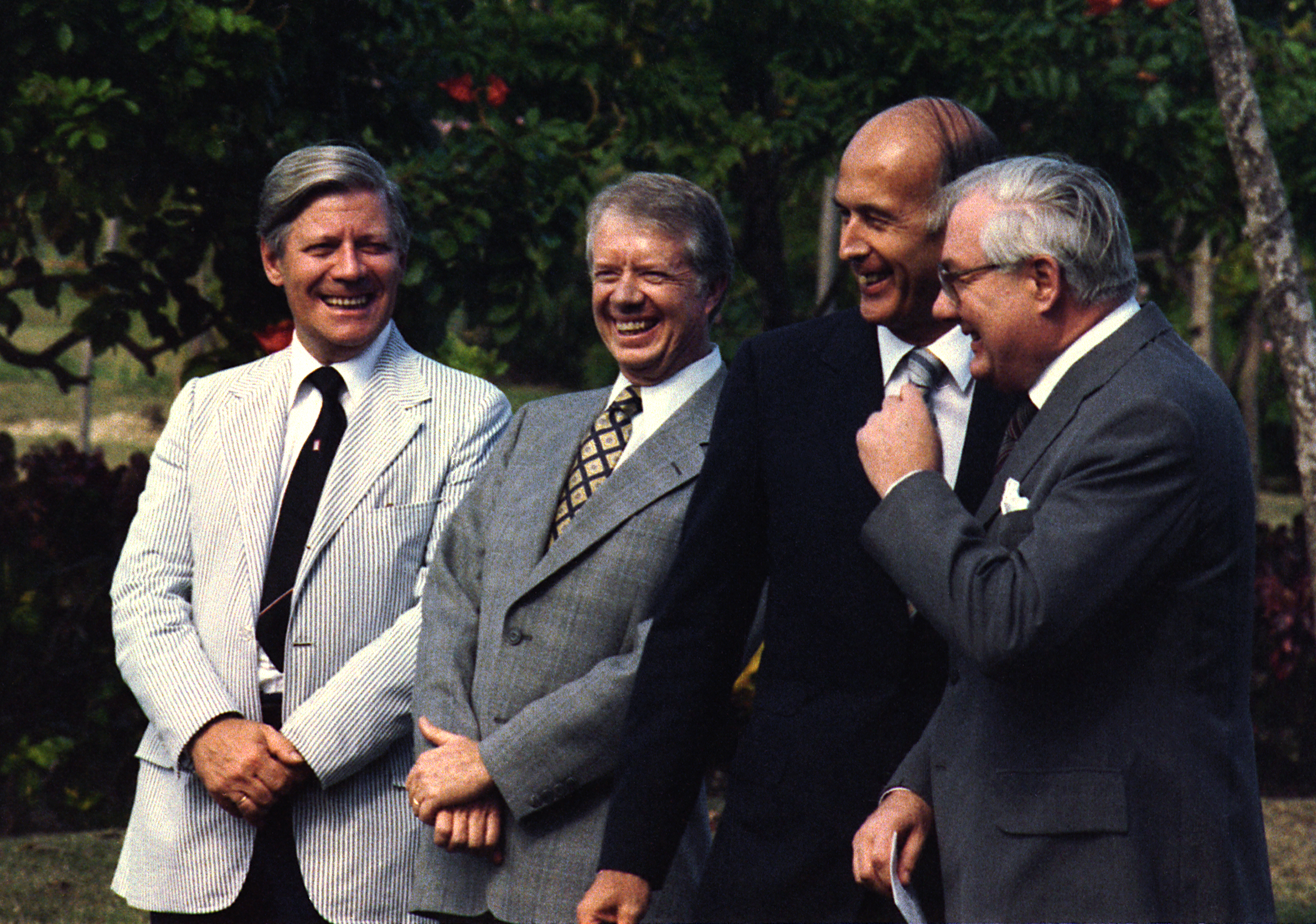
1979: Konferenz von Guadeloupe

- 1979: Auf Einladung des französischen Staatspräsidenten Valéry Giscard d’Estaing beginnt auf der Karibikinsel Guadeloupe eine Konferenz zur Besprechung der Krise im Iran. Teilnehmer sind US-Präsident Jimmy Carter, der britische Premierminister James Callaghan und der deutsche Bundeskanzler Helmut Schmidt.
- 1980: Wegen der Sowjetischen Intervention in Afghanistan verhängt US-Präsident Jimmy Carter ein Embargo für Getreide und andere Güter gegen die UdSSR.
- 2004: Infolge der Rosenrevolution gegen Eduard Schewardnadse feiert der Oppositionspolitiker Micheil Saakaschwili von der Vereinten Nationalen Bewegung bei den Präsidentschaftswahlen in Georgien einen überwältigenden Wahlsieg.
- 2006: Nachdem der israelische Ministerpräsident Ariel Scharon einen schweren Schlaganfall erlitten hat, übernimmt Ehud Olmert die Amtsgeschäfte.

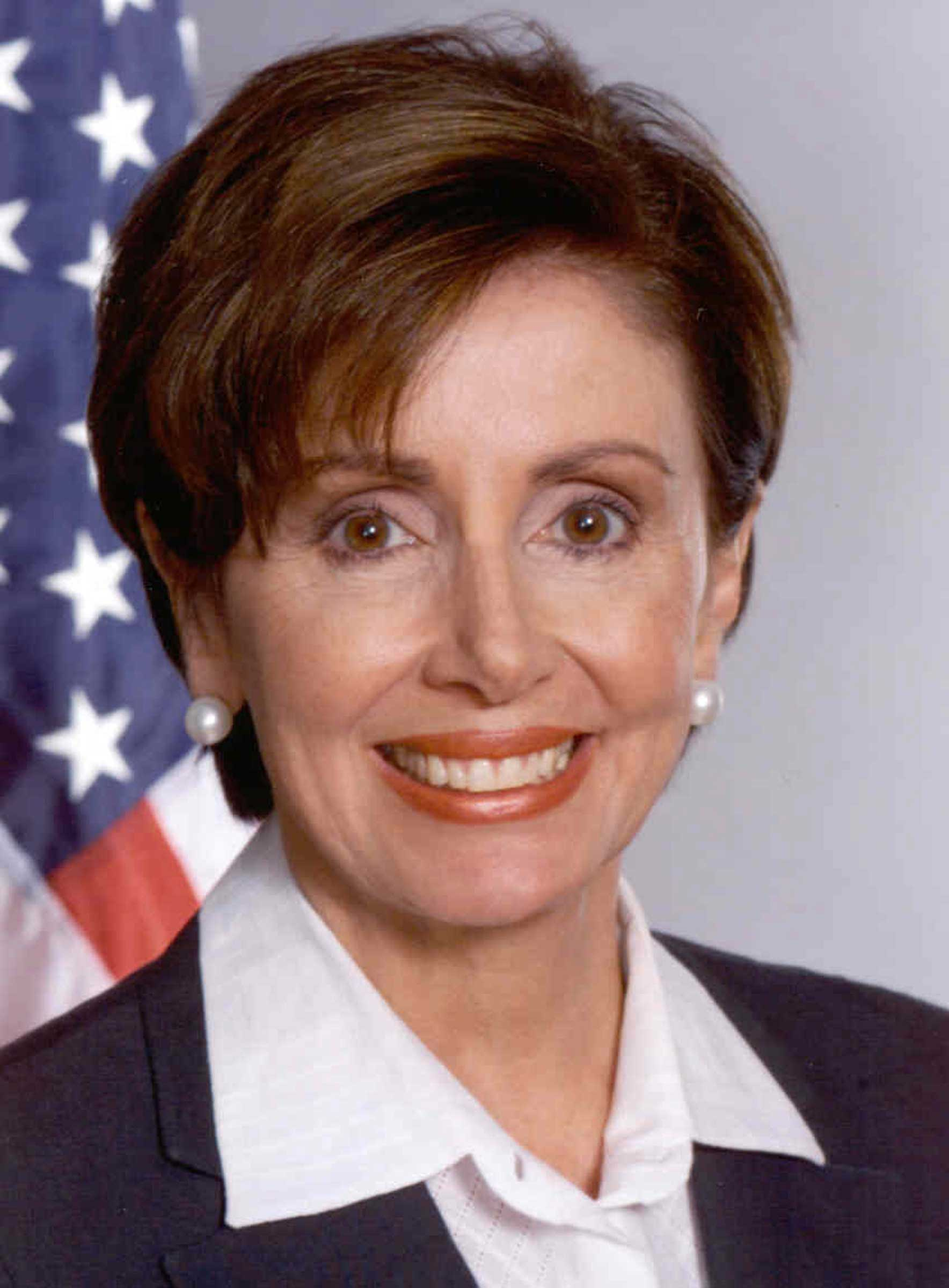
2007: Nancy Pelosi

- 2007: Der 110. Kongress der Vereinigten Staaten wird eröffnet. Mit Nancy Pelosi wird erstmals eine Frau zur Sprecherin des Repräsentantenhauses gewählt.

### Wirtschaft
- 1870: Der frühere argentinische Präsident Bartolomé Mitre gründet in Buenos Aires die Tageszeitung La Nación.
- 1872: Ein Erlass des deutschen Generalpostmeisters Heinrich von Stephan regt die Gründung von Spar- und Vorschussvereinen für Postbeamte an, Vorläufer der PSD Banken.
- 1892: Die Berliner Illustrirte Zeitung bringt ihre Erstausgabe auf den Markt.
- 1947: Die erste Ausgabe des politischen Magazins Der Spiegel erscheint im Anzeiger-Hochhaus in Hannover als Nachfolger der Zeitschrift Diese Woche.
- 1954: Duisburg stellt als erste deutsche Stadt Parkuhren auf.
- 1960: Großbritannien, Dänemark, Norwegen, Österreich, Portugal, Schweden und Schweiz unterzeichnen die Stockholmer Konvention zur Gründung der Europäischen Freihandelszone (EFTA). Das Übereinkommen tritt am 3. Mai in Kraft.
- 1960: Die Bauarbeiten der Fehmarnsundbrücke beginnen.
- 1962: In der New York City Subway verkehrt erstmals der Times Square-Grand Central Shuttle, eine automatische gesteuerte U-Bahn ohne Fahrer.
- 1985: Die Londoner Baltic Exchange publiziert erstmals den Baltic Freight Index, den späteren Baltic Dry Index, einen wichtigen Preisindex für das weltweite Verschiffen von Hauptfrachtgütern.

### Wissenschaft und Technik
- 1850: Der britische Astronom John Russell Hind entdeckt die Galaxie NGC 4125.

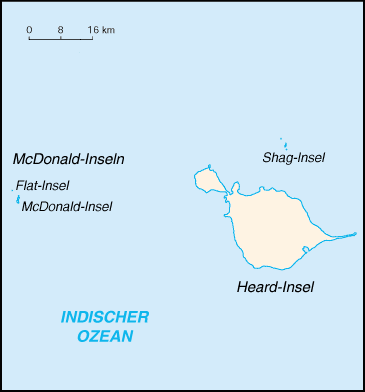
1854: McDonaldinsel

- 1854: Der britische Kapitän William McDonald entdeckt die subantarktische McDonaldinsel.

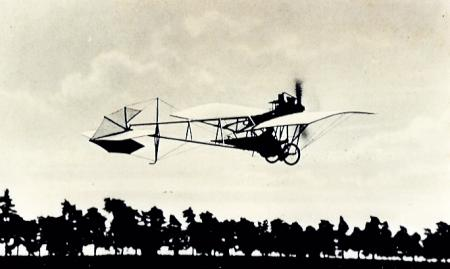
1910: Santos-Dumont Demoiselle

- 1910: Der Flugpionier Alberto Santos Dumont beendet seinen letzten Flug mit einem Unfall seines Sportmotorflugzeugs Demoiselle.

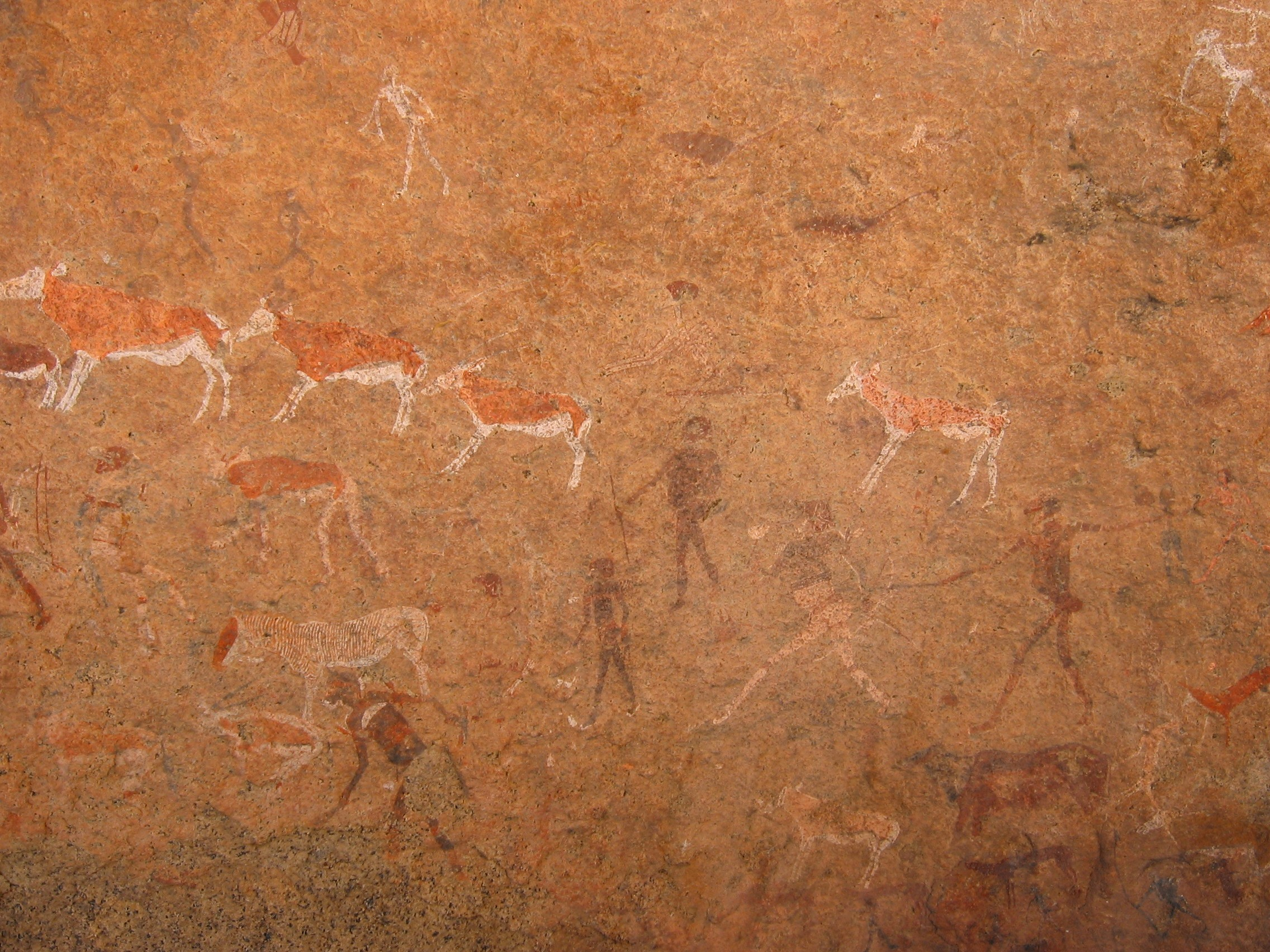
1918: Felsmalereien mit Weißer Dame

- 1918: Der Forschungsreisende Reinhard Maack entdeckt im Brandbergmassiv die mindestens zweitausend Jahre alte Felszeichnung Weiße Dame.
- 1958: 92 Tage nach seinem Start verglüht der russische Satellit Sputnik 1 beim Wiedereintritt in die Erdatmosphäre. Mit ihm ist die Ära der Raumfahrt eröffnet.
- 1958: Mount-Everest-Bezwinger Sir Edmund Hillary erreicht mit einer neuseeländischen Antarktis-Expedition den Südpol. Es ist die weltweit dritte Expedition, die an diesen Punkt vorstößt.
- 1961: Der letzte Band des von den Brüdern Grimm 123 Jahre zuvor begonnenen Deutschen Wörterbuchs erscheint.

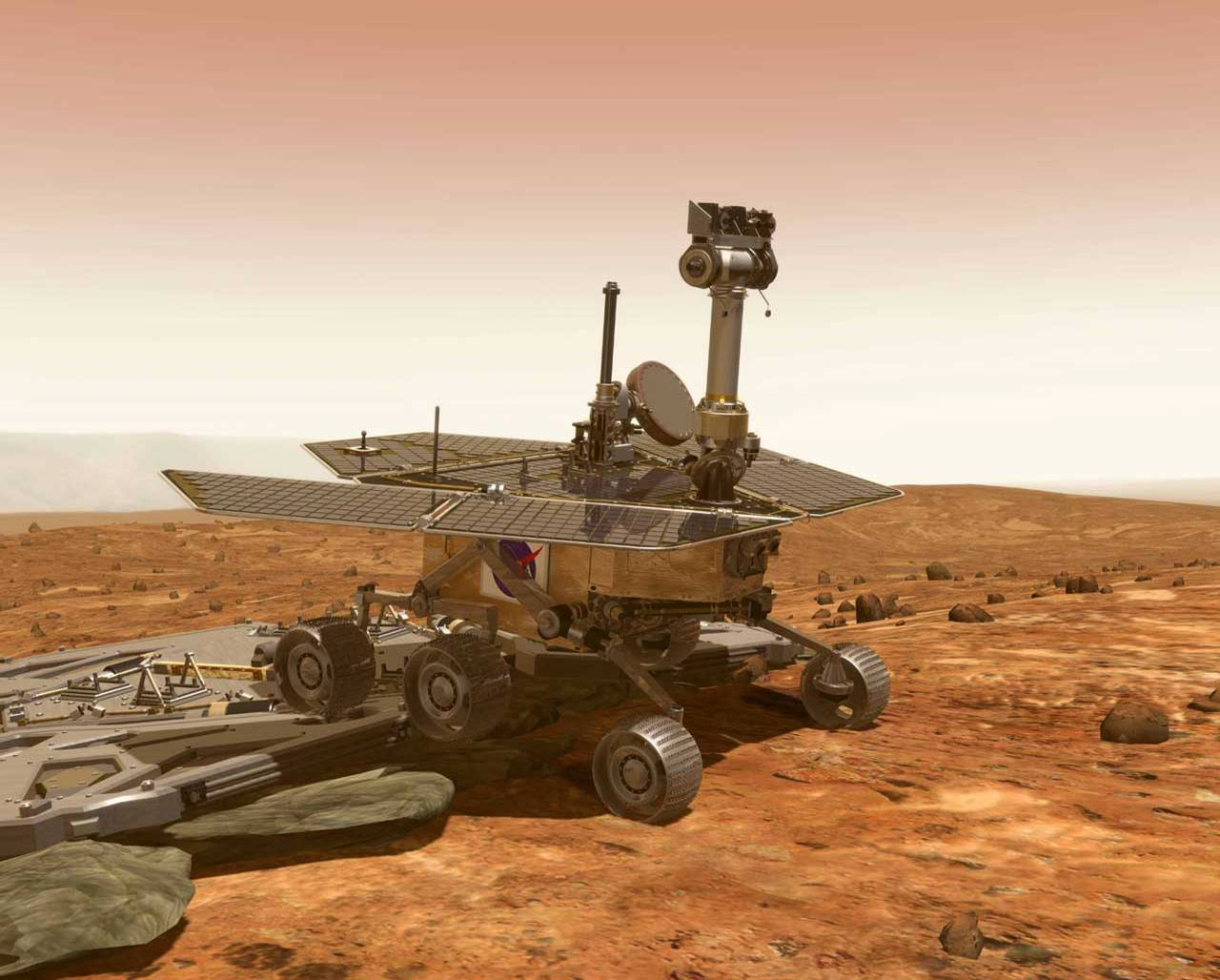
2004: Mars Rover Spirit (MER-A)

- 2004: Nach einer Reisezeit von fast sieben Monaten landet die Landeeinheit der US-amerikanischen Raumsonde Spirit im Gusev-Krater auf dem Mars.
- 2010: Mit offiziellen Feierlichkeiten wird in Dubai das höchste Gebäude der Welt, der Burj Khalifa, eingeweiht

### Kultur
- 1890: Am Theater an der Wien in Wien erfolgt die Uraufführung der Operette Der arme Jonathan von Carl Millöcker.
- 1896: Gerhart Hauptmanns historisches Revolutionsdrama Florian Geyer wird unter der Regie von Emil Lessing am Deutschen Theater Berlin uraufgeführt. Emanuel Reicher ist in der Titelrolle zu sehen. Die Kritiken sind vernichtend.
- 1936: Das US-amerikanische Magazin The Billboard veröffentlicht erstmals auf der Welt eine Hitparade beliebter Musiktitel.
- 1968: Der deutsche Spielfilm Zur Sache, Schätzchen mit Uschi Glas feiert Premiere.
- 1969: Das ZDF strahlt erstmals den Länderspiegel aus.
- 1970: Die Aufnahmen zum letzten Beatles-Album Let It Be werden beendet.

### Gesellschaft

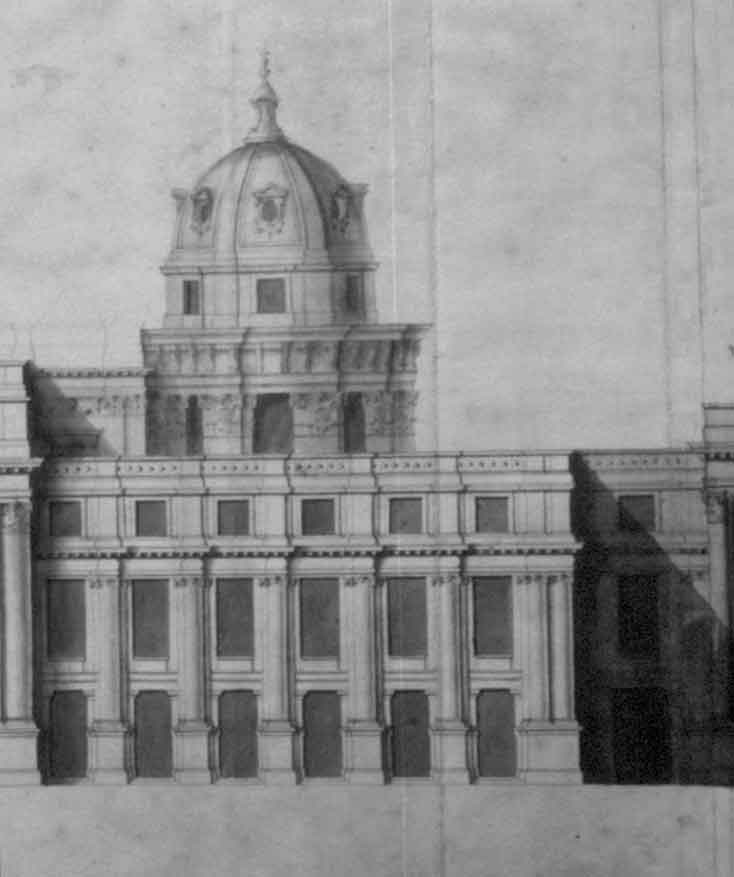
1698: Plan für den nie erfolgten Wiederaufbau des Palastes

- 1698: Der größte Teil des Palace of Whitehall, die Hauptresidenz der britischen Monarchen, wird bis auf das Banqueting House durch ein Feuer komplett zerstört. Das Gebäude wird wegen Geldmangels nicht wieder aufgebaut und das Gelände in der Folge verpachtet und für den Bau von Stadthäusern freigegeben.
- 1783: In einem Bericht über die Hinrichtung der wegen Hexerei angeklagten Anna Göldi wird erstmals der Begriff Justizmord gebraucht.
- 1972: Die Richterin Rose Heilbron wird als erste Frau am Londoner Strafgerichtshof Old Bailey eingesetzt.
- 1981: Der zwei Tage zuvor von der Polizei in Sheffield festgenommene Peter Sutcliffe gesteht im Verhör, der gesuchte Yorkshire Ripper zu sein. Der Serienmörder hat mindestens 13 Frauen getötet.

### Religion
- 0275: Eutychianus folgt als Papst auf Felix I.
- 1964: Papst Paul VI. besucht als erster Papst Israel. Die Reise dauert bis zum 6. Januar.

### Katastrophen
- 1641: Der Vulkan Parker bricht auf den Philippinen aus. Die Eruptionswolke verdunkelt die Insel Mindanao mehrere Wochen lang. Die Eruption erreichte auf dem Vulkanexplosivitätsindex die Stärke fünf.

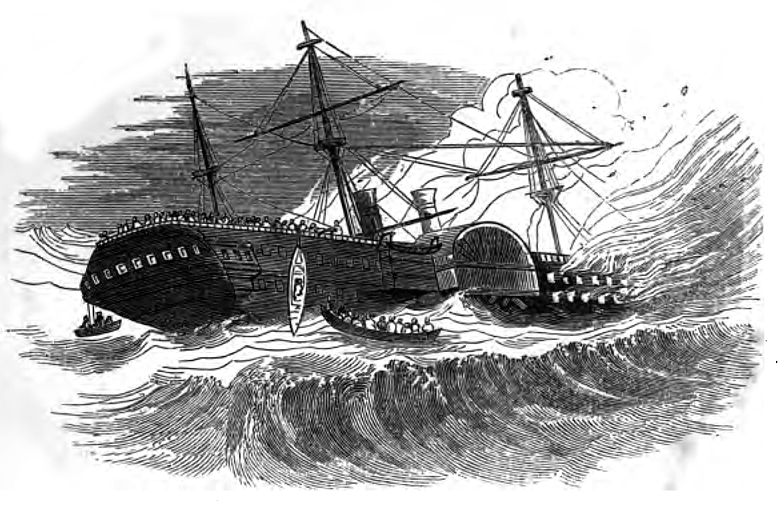
1852: Die RMS Amazon

- 1852: Auf dem britischen Raddampfer RMS Amazon bricht während seiner Jungfernfahrt ein unkontrollierbares Feuer aus. Das Schiff explodiert und sinkt, 104 Menschen kommen ums Leben.
- 1970: Ein Erdbeben der Stärke 7,5 in der Provinz Yunnan, Volksrepublik China, fordert rund 10.000 Tote.
- 1990: Ein Eisenbahnunglück bei Sangi in Pakistan fordert etwa 350 Menschenleben und verursacht 700 Verletzte.

Kleinere Unglücksfälle sind in den Unterartikeln von Katastrophe und in der Liste von Katastrophen aufgeführt.

### Natur und Umwelt

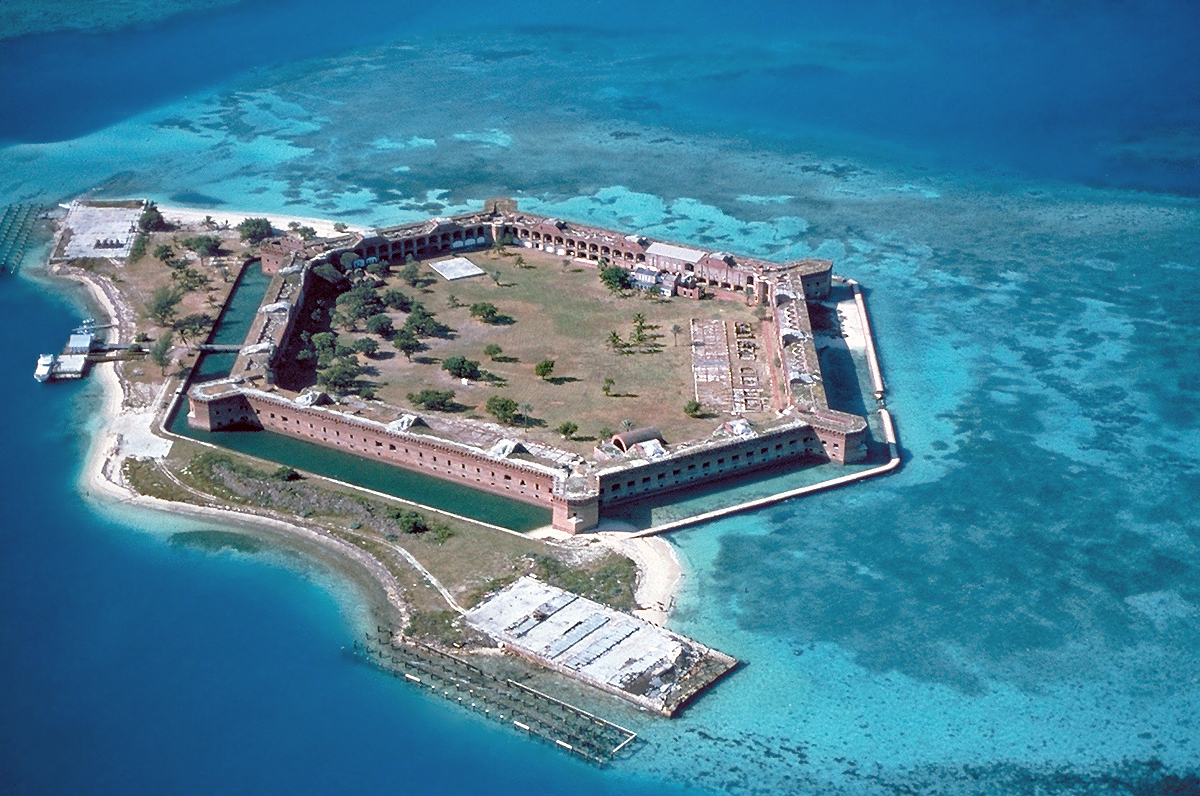
Fort Jefferson im Dry-Tortugas-Nationalpark

- 1935: Das Fort Jefferson in den Dry Tortugas im Golf von Mexiko wird zum National Monument. Dieses wird am 26. Oktober 1992 Teil des Dry-Tortugas-Nationalparks.

### Sport

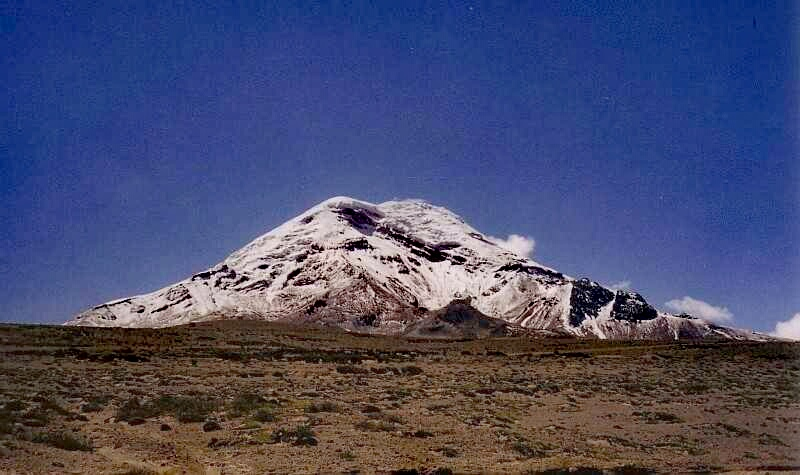
1880: Chimborazo

- 1880: Der Chimborazo, mit 6.310 m einer der höchsten Gipfel der Anden, wird zum ersten Mal von dem britischen Bergsteiger Edward Whymper bestiegen.
- 1967: Der Sportler Donald Campbell versucht, auf dem britischen See Coniston Water einen Geschwindigkeitsweltrekord zu Wasser aufzustellen. Dabei überschlägt sich sein Rennboot und Campbell kommt ums Leben.
- 2008: Die Rallye Dakar findet erstmals in ihrer 30-jährigen Geschichte nicht statt. Der Veranstalter sagt aufgrund einer dringenden Reisewarnung der französischen Regierung den Wettbewerb ab. Neben dem Mord an vier französischen Touristen am 24. Dezember 2007 und einem tödlichen Überfall auf drei Soldaten an der Grenze zu Algerien, hatte es auch eine Terrordrohung gegen die Rallye selbst gegeben. Als Konsequenz aus der Terrordrohung und der Absage im Jahr 2008 findet die Rallye Dakar seitdem nicht mehr in Afrika, sondern zwischen 2009 und 2019 in verschiedenen südamerikanischen Ländern und seit 2020 in Saudi-Arabien statt.
- 2017: Der 105-jährige Robert Marchand stellt im Vélodrome National nahe Paris mit 22,574 Kilometer einen erstmaligen Stundenweltrekord in der Altersklasse „105+“ auf. Die UCI hat speziell für ihn eine eigene Altersklasse geschaffen.
- Am 4. Januar findet alljährlich das dritte Springen der Vierschanzentournee im Skispringen auf der Bergiselschanze in Innsbruck statt.

Einträge von Leichtathletik-Weltrekorden befinden sich unter der jeweiligen Disziplin unter Leichtathletik.

## Geboren

### Vor dem 18. Jahrhundert
- 1076: Song Zhezong, Kaiser von China
- 1239: Johann II., Herzog der Bretagne und Earl of Richmond
- 1271: Elisabeth von Portugal, aragonische Prinzessin, Königin von Portugal, Franziskanerin, Heilige der römisch-katholischen Kirche
- 1334: Amadeus VI., Graf von Savoyen
- 1467: Botho der Glückselige, Herr zu Wernigerode und Regent über die Grafschaft Stolberg, die Grafschaft Wernigerode und die Grafschaft Hohnstein
- 1467: Heinrich der Jüngere zu Stolberg, Herr zu Wernigerode und Statthalter von Friesland
- 1481: Kaspar von Mülinen, Schweizer Adeliger und Politiker
- 1489: Paul vom Rode, deutscher Theologe und Reformator
- 1489: Filippo Strozzi der Jüngere, Florentiner Patrizier
- 1563: Elisabeth von Hessen, Herzogin von Zweibrücken und Pfalzgräfin von Simmern
- 1581: James Ussher, irischer Theologe
- 1587: Nikolaus von Wolkenstein, Bischof von Chiemsee
- 1592: Peter de Spina III., deutscher Mediziner
- 1594: Heinrich von Ryssel, Leipziger Ratsmitglied und Handelsmann
- 1610: Franz von Cramm, deutscher Hofbeamter
- 1618: Jan Six, niederländischer Kunstmäzen und Sammler

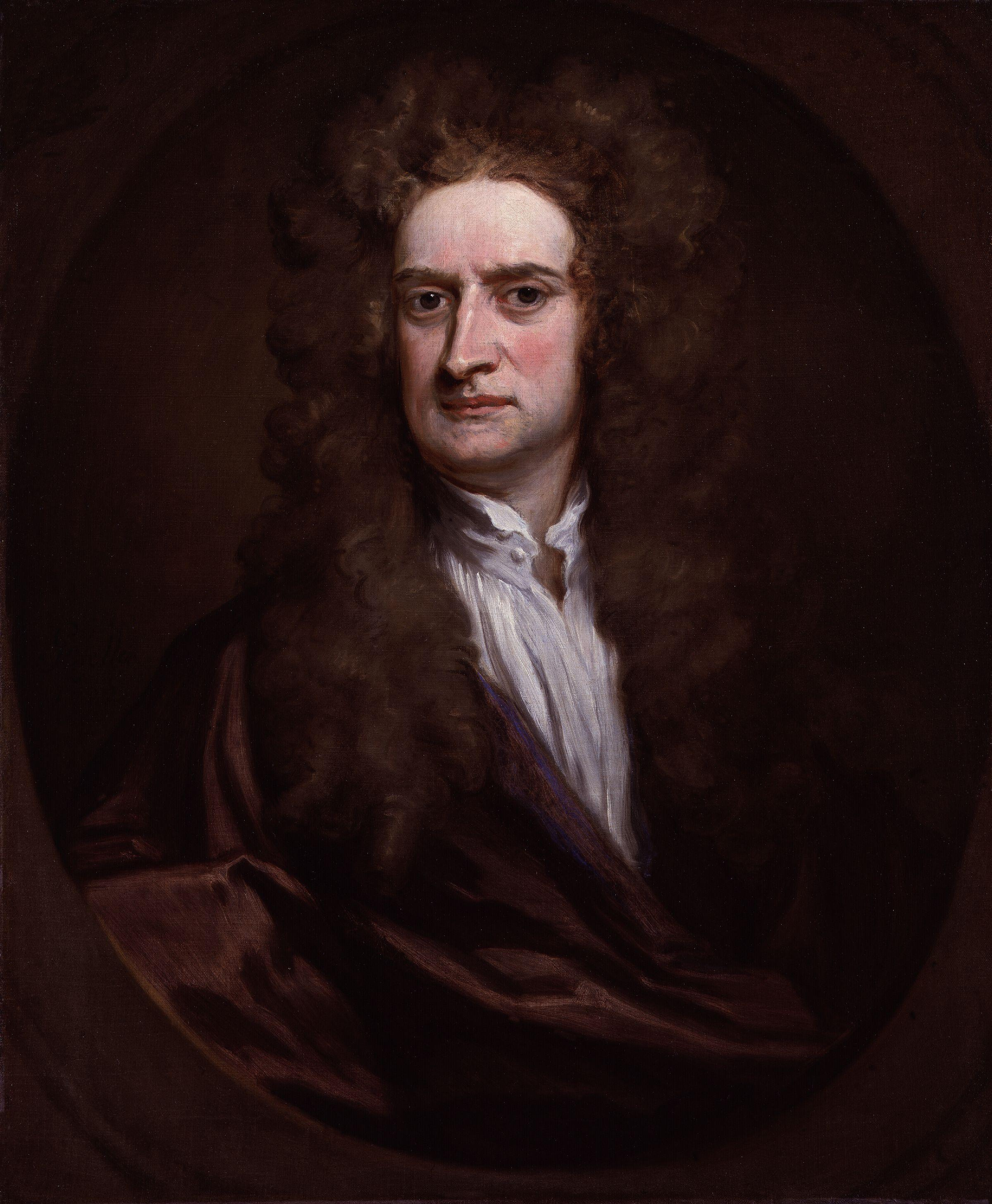
Isaac Newton (* 1643)

- 1643: Isaac Newton, englischer Alchemist, Naturwissenschaftler, Philosoph und Theologe
- 1674: Johann Siegmund Kirchmayer, deutscher Geistlicher und Hochschullehrer
- 1675: Liberat Weiß, deutscher Missionar und Märtyrer
- 1679: Roger Wolcott, britischer Politiker und Gouverneur der Colony of Connecticut

### 18. Jahrhundert
- 1706: August Georg Simpert, Markgraf von Baden-Baden
- 1710: Giovanni Battista Pergolesi, italienischer Komponist
- 1710: Sophie Christiane Luise von Brandenburg-Bayreuth, Fürstin von Thurn und Taxis
- 1716: Aaron Burr, Sr., Geistlicher, Vater des gleichnamigen Vizepräsidenten der USA
- 1717: Balthasar Ferdinand Moll, österreichischer Bildhauer
- 1720: Johann Friedrich Agricola, deutscher Musiker, Komponist und Musikschriftsteller
- 1731: Karl Abraham von Zedlitz, preußischer Adeliger und Politiker, Minister
- 1732: Michael Johann von Wallis, österreichischer Feldmarschall und Hofkriegsratspräsident
- 1737: Louis Bernard Guyton de Morveau, französischer Chemiker und Politiker, Präsident der Nationalversammlung, Mitglied des Nationalkonvents
- 1738: Susanne Bohl, deutsche Dichterin
- 1740: Ernestine Auguste Sophie von Sachsen-Weimar-Eisenach, Herzogin von Sachsen-Hildburghausen
- 1745: Johann Jakob Griesbach, deutscher Theologe und Hochschullehrer
- 1746: Benjamin Rush, Unterzeichner der Unabhängigkeitserklärung der USA
- 1747: Johann Kaspar Coqui, deutscher Fabrikant und Kommunalpolitiker
- 1752: Ephraim Ludwig Gottfried Abt, preußischer Bergbaubeamter und schlesischer Regionalhistoriker
- 1752: David Hall, US-amerikanischer Politiker, Gouverneur von Delaware
- 1754: Carl Gustav Ludwig von Moltke, deutscher Gutsherr, Oberjägermeister und Kammerherr
- 1759: Christian Genersich, deutscher evangelischer Geistlicher und Heimatkundler
- 1772: Jean Étienne Esquirol, französischer Nervenarzt
- 1772: Anton Friedrich Justus Thibaut, deutscher Rechtswissenschaftler
- 1776: Bernardino Drovetti, italienischer Ägyptologe, Politiker und Diplomat in französischen Diensten
- 1779: Alexander von der Mark, illegitimer Sohn König Friedrich Wilhelms II. von Preußen
- 1780: Théophile Marion Dumersan, französischer Bühnenautor, Lyriker, Librettist und Numismatiker
- 1784: François Rude, französischer Bildhauer

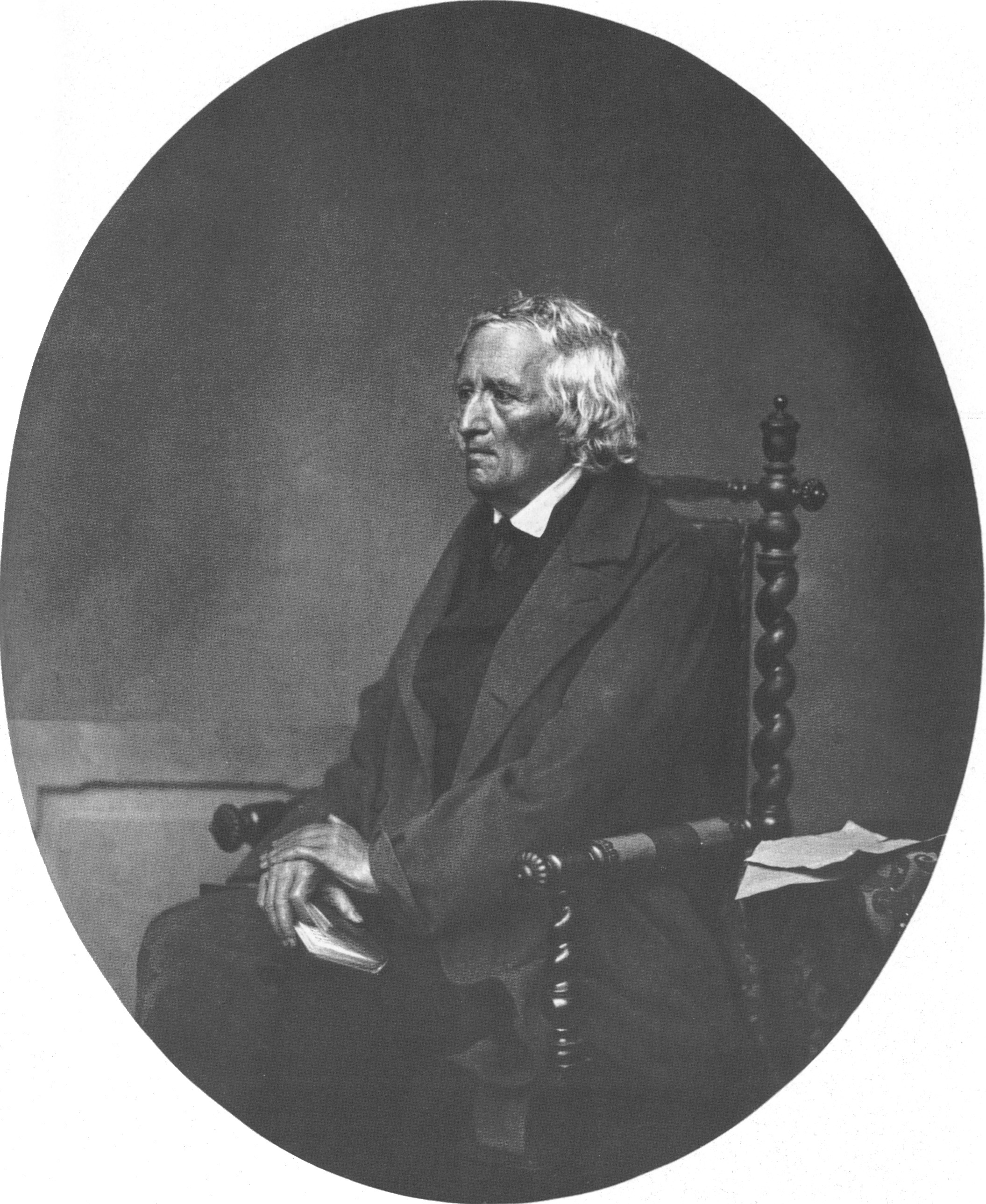
Jacob Grimm (* 1785)

- 1785: Jacob Grimm, deutscher Jurist, Sprach- und Literaturwissenschaftler, gilt als Begründer der deutschen Philologie und Altertumswissenschaft
- 1793: Roger Sherman Baldwin, US-amerikanischer Politiker, Gouverneur von Connecticut, Senator
- 1794ː Jette Solmar, deutsche Sängerin und Salonnière
- 1797: Wilhelm Beer, deutscher Bankier und Astronom
- 1798: Wilhelm Arnoldi, deutscher Geistlicher, Bischof von Trier

### 19. Jahrhundert

#### 1801–1850
- 1802: Paul de Noailles, französischer Politiker und Historiker
- 1808: Friedrich Haase, deutscher Altphilologe
- 1809: Louis Braille, französischer Lehrer, Erfinder der Brailleschrift für Blinde
- 1809: Julius Adolph Stöckhardt, deutscher Agrarwissenschaftler
- 1813: Alexander von Bach, österreichischer Jurist und Politiker, Minister
- 1813: Louis Lucien Bonaparte, französisch-italienischer Linguist, Romanist und Baskologe
- 1813: Isaac Pitman, britischer Stenograf, Ausarbeiter einer Kurzschrift
- 1814: Gottfried Adolf Kinau, deutscher Pastor und Astronom
- 1816: Hermann Roemer, deutscher Politiker, MdR
- 1816: Ernst Theodor Stöckhardt, deutscher Agrarwissenschaftler
- 1817: Arthur von Reventlow, deutscher Verwaltungsjurist im Königreich Dänemark
- 1818: Louis Edward Nolan, britischer Offizier

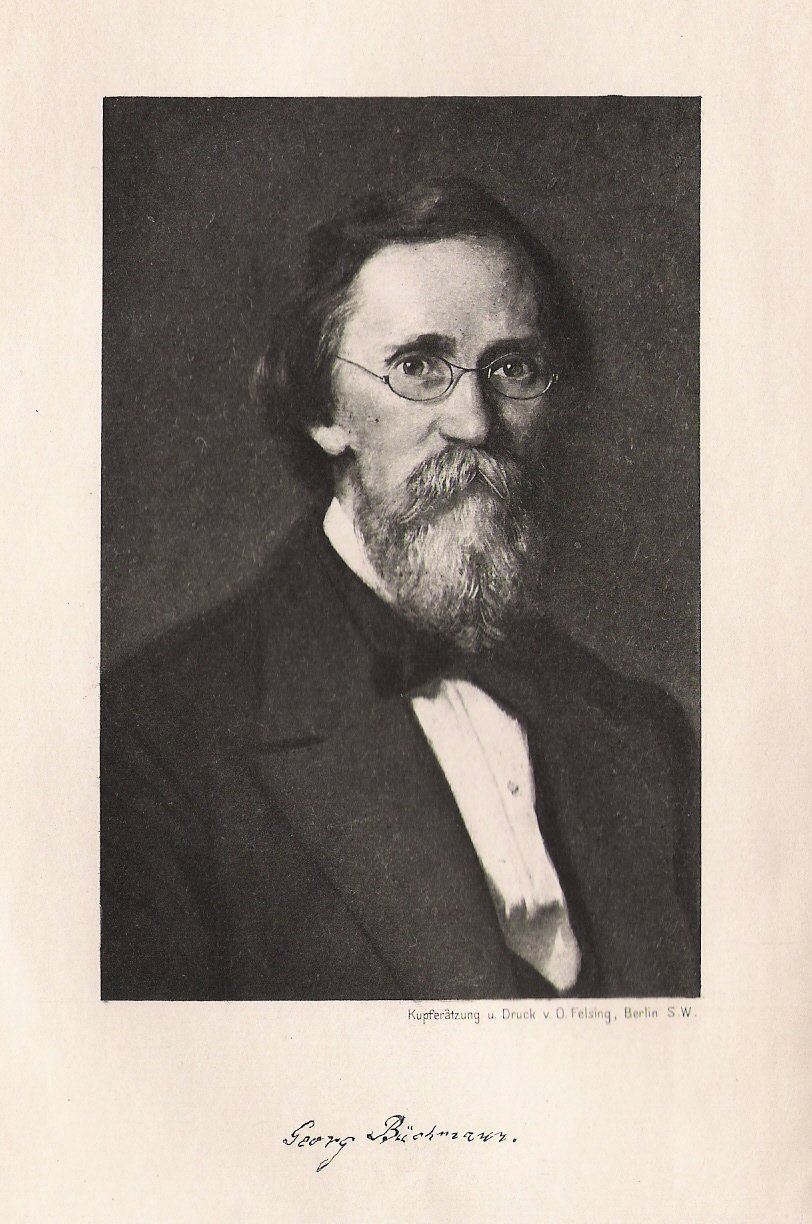
Georg Büchmann (* 1822)

- 1822: Georg Büchmann, deutscher Philologe
- 1823: Peter Joseph Osterhaus, deutsch-amerikanischer Revolutionär, Offizier, Politiker und Geschäftsmann
- 1827: Peter Baumgras, deutsch-US-amerikanischer Maler
- 1829: Friedrich Dominik, deutscher Tierarzt
- 1829: Carl von Hänisch, preußischer General, Mitglied des Staatsrats
- 1830: Ernst Behm, deutscher geographischer Schriftsteller
- 1836: Anna Maria von Sachsen, sächsische Prinzessin
- 1839: Casimiro de Abreu, brasilianischer Lyriker
- 1839: Carl Humann, deutscher Ingenieur, Architekt und Archäologe
- 1841: Emil von Guttenberg, österreichischer General und Eisenbahnfachmann, Minister
- 1844: Victor Blüthgen, deutscher Dichter und Schriftsteller
- 1846: Jan Karafiát, tschechischer Pfarrer und Schriftsteller
- 1848: Katsura Tarō, japanischer Offizier und Politiker, mehrfacher Premierminister
- 1849ː Helene von Lebbin, deutsche Salonnière
- 1850: Paul d’Abrest, österreichisch-französischer Schriftsteller und Journalist böhmischer Herkunft
- 1850: Max Kalbeck, deutscher Musikschriftsteller, Musikkritiker und Übersetzer

#### 1851–1900
- 1852: Mite Kremnitz, deutsche Schriftstellerin
- 1857: Émile Cohl, französischer Karikaturist und Trickfilmzeichner
- 1858: Friedrich Ahlborn, deutscher Zoologe und Physiker
- 1858: Carter Glass, US-amerikanischer Unternehmer und Politiker, Mitglied des Repräsentantenhauses, Minister, Senator
- 1858: Victor Léon, österreichischer Librettist, Textdichter und Autor
- 1859: Karel Václav Rais, tschechischer Schriftsteller und Journalist
- 1861: Mehmed VI., osmanischer Sultan
- 1866: Louis Abbiate, französischer Komponist und Cellist
- 1866: Avedis Aharonian, armenischer Politiker, Revolutionär und Schriftsteller, Parlamentspräsident

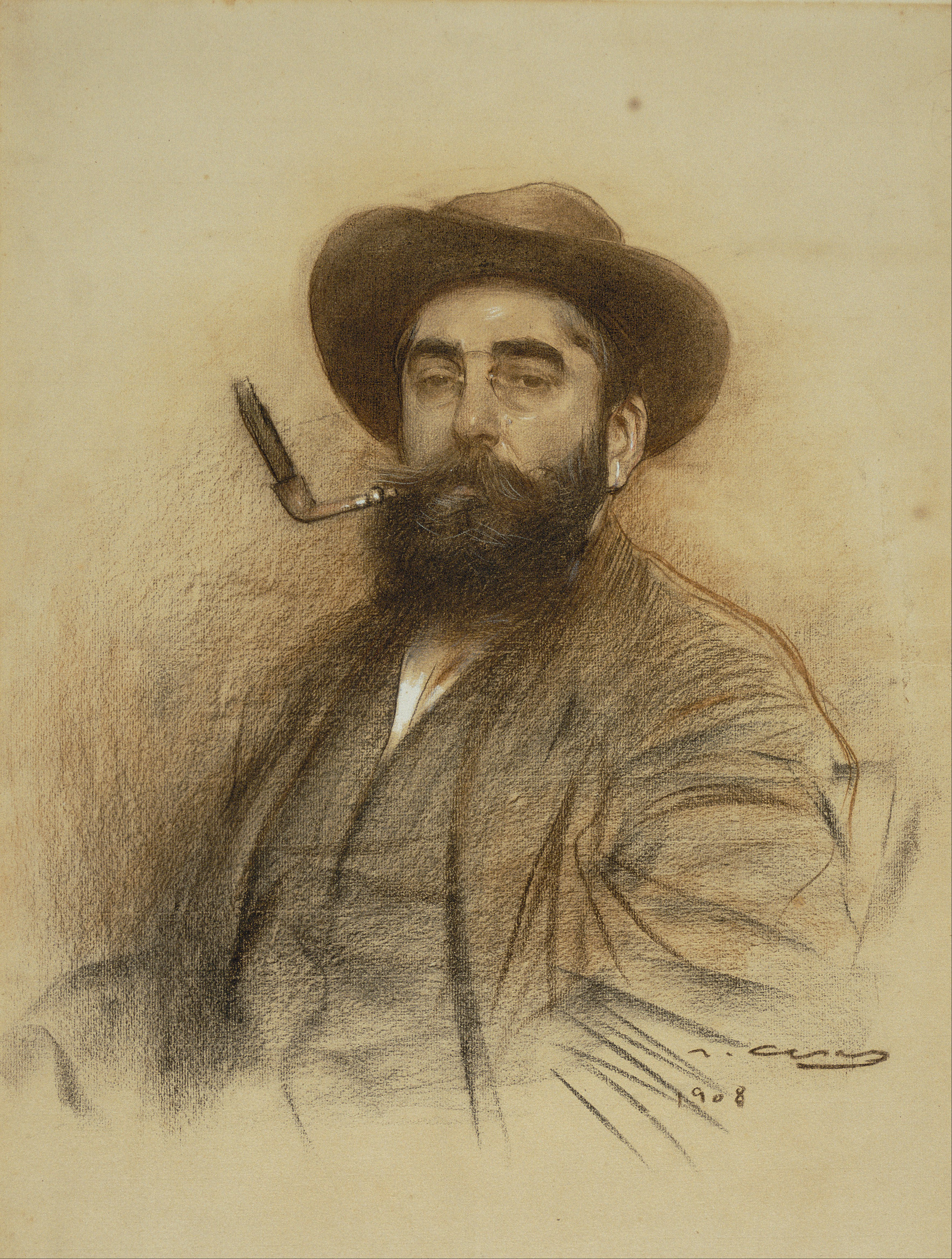
Ramon Casas i Carbó (* 1866)

- 1866: Ramon Casas i Carbó, spanischer Maler und Grafiker
- 1866: Joel Hastings Metcalf, US-amerikanischer Astronom
- 1867: Fritz Irmiger, Schweizer Zollbeamter
- 1868: Anastasia von Montenegro, montenegrinische Adelige
- 1868: Rudolf Lebius, deutscher Journalist
- 1870: Georg Escherich, deutscher Förster, Forschungsreisender, Offizier und Politiker
- 1872: Edmund Rumpler, österreichischer Flugzeugkonstrukteur
- 1872: Karl Segebrock, deutsch-baltischer Missionar, Märtyrer
- 1873: Otakar Berger, tschechischer Cellist

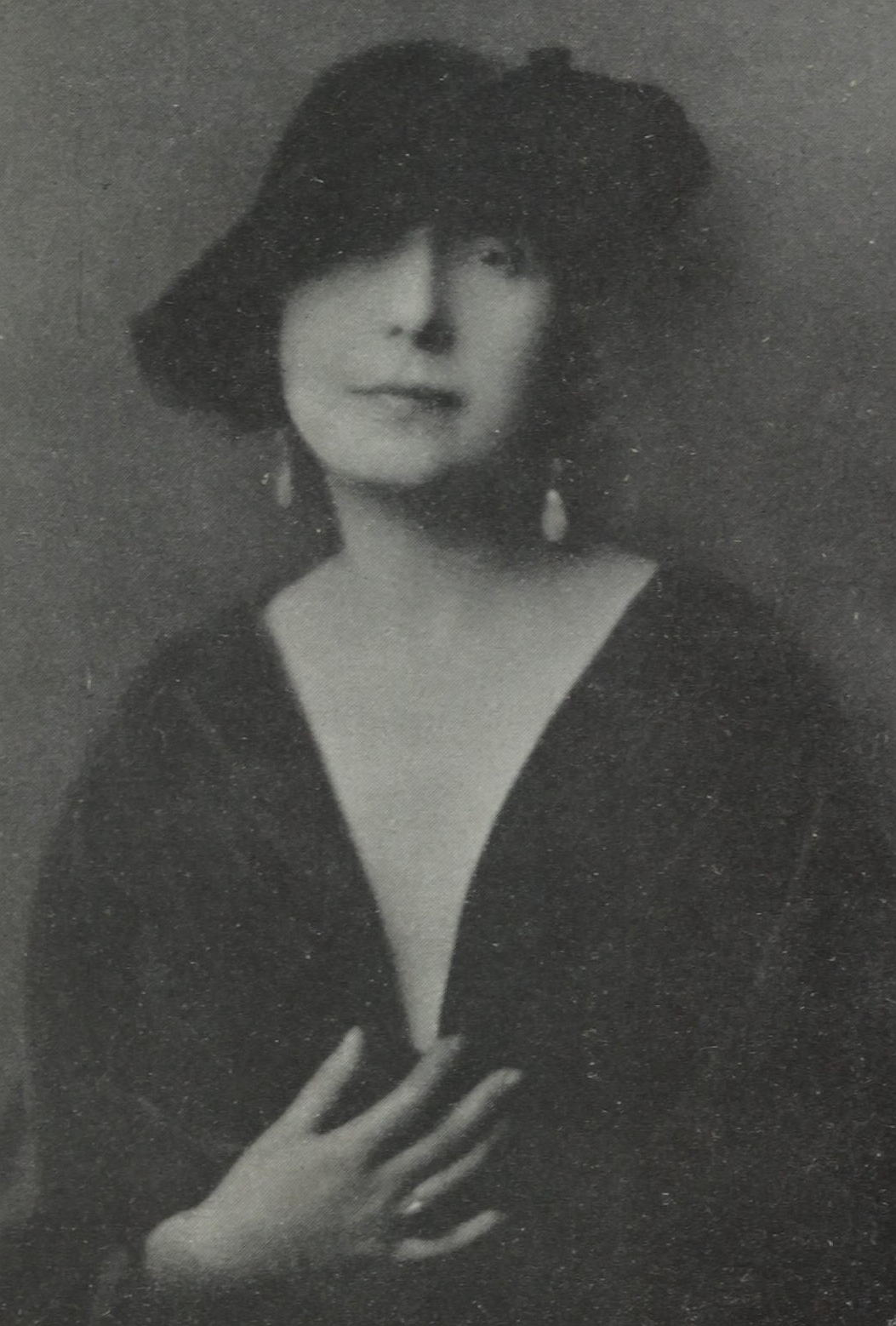
Rosa Silberer (* 1873)

- 1873: Rosa Silberer, österreichische Schriftstellerin, Journalistin und Bildhauerin, Holocaustopfer
- 1874: George Adee, US-amerikanischer American-Football-Spieler, Tennisspieler und -funktionär
- 1874: Josef Suk, tschechischer Komponist und Violinist
- 1874: Adalbero Fleischer, deutscher Geistlicher, Bischof von Marianhill
- 1874: Svend Fleuron, dänischer Schriftsteller
- 1876ː Amalie Weidner-Steinhaus, Duisburger Heimatdichterin
- 1877: Marsden Hartley, US-amerikanischer Maler
- 1878: Gerdt von Bassewitz, deutscher Schriftsteller
- 1880: Alice La Mazière, französische Schriftstellerin und Journalistin
- 1880: Charles Wheeler, neuseeländisch-australischer Maler
- 1881: Nikolai Andrejewitsch Roslawez, ukrainischer Komponist
- 1881: Cyril de Vère, französischer Automobilrennfahrer
- 1881: Ernst Epstein, österreichischer Architekt
- 1881: Wilhelm Lehmbruck, deutscher Bildhauer
- 1881: Nikolaj Velimirović, serbischer Geistlicher, Bischof von Žiča und Ohrid, Heiliger
- 1882: Umezu Yoshijirō, japanischer General, Oberbefehlshaber der Armee im Zweiten Weltkrieg
- 1882: Willy Rickers, deutscher Politiker, MdL, Landesminister
- 1883: Max Eastman, US-amerikanischer Schriftsteller
- 1883: Pat Ryan, US-amerikanischer Hammerwerfer, Olympiasieger
- 1884: Hovhannes Baptist Apcar, iranischer Geistlicher, Bischof von Ispahan
- 1884: Max Brose, deutscher Kaufmann und Industrieller
- 1884: Adriano Lanza, italienischer Moderner Fünfkämpfer
- 1885: Kurt von Borries, deutscher Politiker und Regierungsbeamter
- 1886: Fritz Ecarius, deutscher Verwaltungsjurist und Politiker, Oberbürgermeister von Ludwigshafen
- 1886: Rosa Menzer, deutsche Antifaschistin und Arbeiterfunktionärin, NS-Opfer

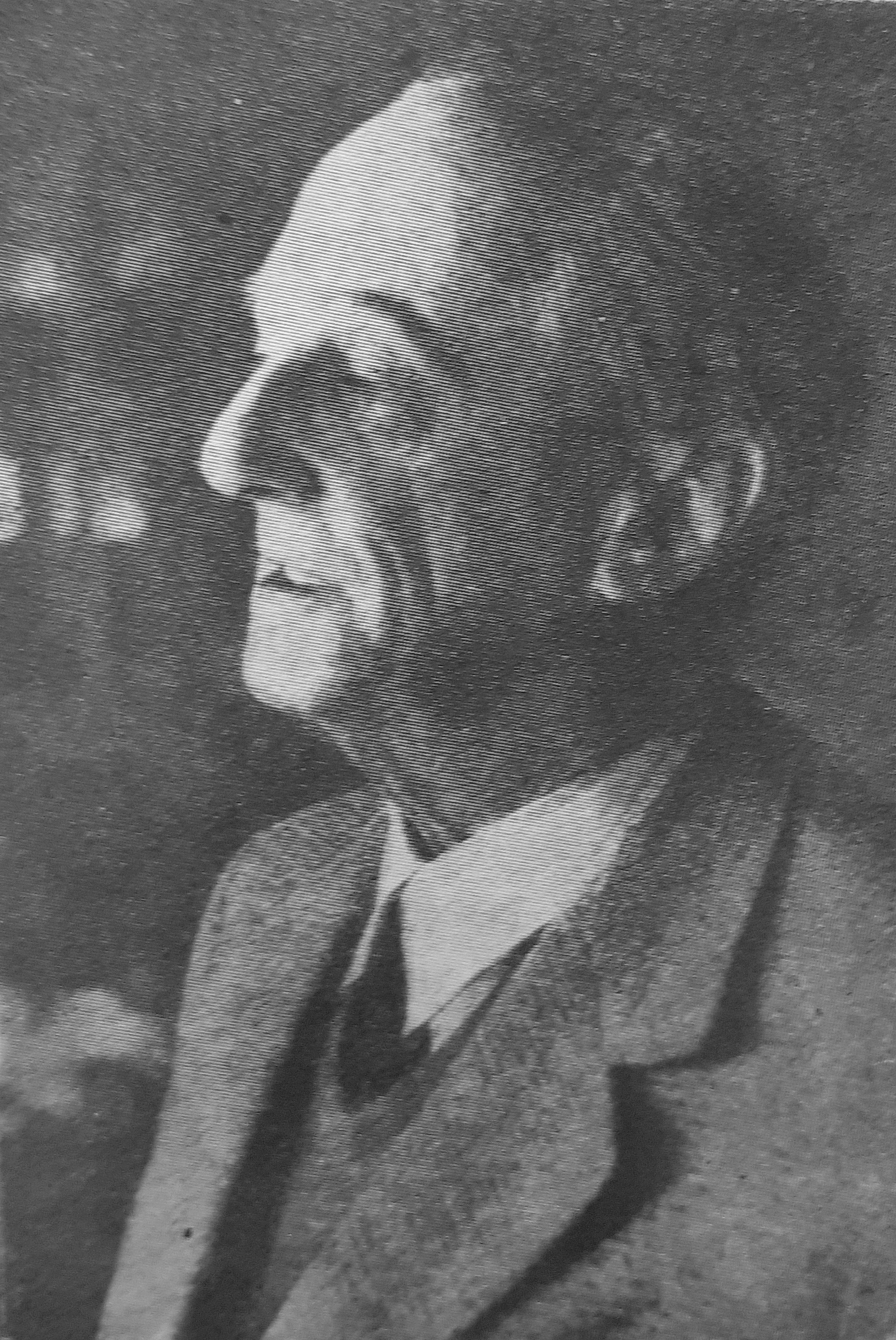
Hugo Dionizy Steinhaus (* 1887)

- 1887: Hugo Steinhaus, polnischer Mathematiker
- 1888: Walther Kossel, deutscher Physiker
- 1889: Yumeno Kyūsaku, japanischer Schriftsteller
- 1890: Moša Pijade, jugoslawischer Politiker und Widerstandskämpfer
- 1890: Victor Lustig, Hochstapler und Trickbetrüger österreichisch-ungarischer Herkunft
- 1891: Rudolf Amon, österreichischer Zoologe und Jagdwissenschaftler
- 1891: Eduard Schulte, deutscher Industrieller, Widerstandskämpfer gegen den Nationalsozialismus
- 1891: Henry Vallotton, Schweizer Politiker, Diplomat und Schriftsteller, Nationalrat
- 1892: Josef Altstötter, deutscher Jurist, Ministerialdirektor im Reichsjustizministerium
- 1893: Manuel Palau Boix, spanischer Komponist und Professor
- 1894: Cédia Brault, kanadische Sängerin
- 1894: Marc Roland, deutscher Komponist
- 1894: Wesley La Violette, US-amerikanischer Komponist
- 1895: Gustavs Klucis, lettischer Fotograf und Künstler
- 1895: Lourens Gerhard Marinus Baas Becking, niederländischer Botaniker und Mikrobiologe
- 1895: Leroy Grumman, US-amerikanischer Konstrukteur und Flugzeugbauer
- 1896: Everett Dirksen, US-amerikanischer Politiker, Mitglied des Repräsentantenhauses, Senator
- 1896: André Masson, französischer Maler
- 1898: Friedrich Lindemann, deutscher Schriftsteller und Journalist
- 1898: Rudolf Senti, Liechtensteiner Sportschütze
- 1899: Alma Siedhoff-Buscher, deutsche Designerin und Kunsthandwerkerin
- 1899: Alfred Sohn-Rethel, deutscher Nationalökonom und Sozialphilosoph
- 1900: Gerhard Aichinger, österreichisch-deutscher Schriftsteller
- 1900: Hans Baumgarten, deutscher Journalist
- 1900: James Bond, US-amerikanischer Ornithologe
- 1900: Bedřich Fučík, tschechischer Literaturkritiker, Editor und Übersetzer
- 1900: Debora Vogel, polnische Philosophin und Dichterin, Opfer der Shoah

### 20. Jahrhundert

#### 1901–1925
- 1901: C. L. R. James, britischer Kulturkritiker, Journalist, sozialistischer Theoretiker und Schriftsteller
- 1901: Hermann zu Leiningen, deutscher Automobilrennfahrer
- 1902: Kurt Baurichter, deutscher Politiker, MdL, Regierungspräsident von Düsseldorf

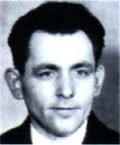
Georg Elser (* 1903)

- 1903: Georg Elser, deutscher Widerstandskämpfer gegen den Nationalsozialismus, Hitler-Attentäter
- 1903: Gustav Wegner, deutscher Leichtathlet
- 1904: Erhard Quack, deutscher Kirchenlieddichter und -komponist
- 1904: Volf Bergraser, französischer Schachspieler
- 1904: Erik Chisholm, schottischer Komponist und Dirigent
- 1905: Wolfgang Fränkel, deutscher Jurist, Generalbundesanwalt beim Bundesgerichtshof
- 1906: Stefan Rachoń, polnischer Geiger und Dirigent
- 1906: Walter Reuter, deutscher Fotograf und Widerstandskämpfer
- 1907: Arnold Dannenmann, deutscher Theologe, Gründer des Christlichen Jugenddorfwerks Deutschlands (CJD)
- 1907: Marte Harell, österreichische Schauspielerin
- 1907: Willy Busch, deutscher Fußballspieler
- 1907: Ninón de Brouwer Lapeiretta, dominikanische Komponistin
- 1909: Cilly Aussem, deutsche Tennisspielerin
- 1909: Ewart Bartley, kanadischer Organist, Chorleiter, Musikpädagoge und Komponist
- 1909: John Simplot, US-amerikanischer Unternehmer
- 1910: Josephine McKim, US-amerikanische Schwimmerin und Schauspielerin
- 1910: Hilde Schrader, deutsche Schwimmerin, Olympiasiegerin
- 1911: Enrico Lorenzetti, italienischer Motorradrennfahrer
- 1911: Noro Morales, puerto-ricanischer Mambo- und Rumbamusiker
- 1912: Marta Hoepffner, deutsche Fotografin
- 1912: Stephen McGill, britischer Geistlicher, Bischof von Argyll and the Isles und Paisley
- 1913: Tanumafili II., samoanisches Staatsoberhaupt
- 1915: Marie-Louise von Franz, Schweizer Altphilologin und Tiefenpsychologin, Mitarbeiterin von C. G. Jung
- 1916: Slim Gaillard, US-amerikanischer Jazz-Sänger
- 1916: Jan Kotík, tschechischer Maler
- 1916: Fedor Weinschenck, polnischer Skirennläufer
- 1916: Robert Parrish, US-amerikanischer Filmregisseur und Filmeditor
- 1916: Willy Mattes, österreichischer Komponist, Arrangeur und Dirigent
- 1918: Georg Kahn-Ackermann, deutscher Journalist und Politiker, MdB, Generalsekretär des Europarats
- 1918: Naim Krieziu, albanischer Fußballspieler
- 1919: Elisabeth Trube-Becker, deutsche Rechtsmedizinerin, erste deutsche Professorin für Rechtsmedizin
- 1921: Eberhard Cohrs, deutscher Komiker und Schauspieler
- 1921: Torsten Lilliecrona, schwedischer Schauspieler

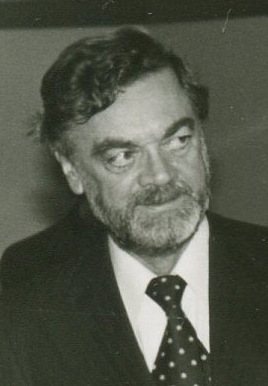
Friedrich Schütter (* 1921)

- 1921: Friedrich Schütter, deutscher Schauspieler
- 1922: Eva Ebner, deutsche Schauspielerin, Drehbuchautorin und Regieassistentin
- 1922: Marceau Somerlinck, französischer Fußballspieler
- 1922: Frank Wess, US-amerikanischer Jazz-Saxophonist
- 1922: Yamada Fūtarō, japanischer Schriftsteller
- 1923: Horst Jänicke, deutscher Geheimdienstler
- 1923: Antoni Marianowicz, polnischer Diplomat, Journalist und Schriftsteller
- 1923: Tito Rodríguez, amerikanisch-puerto-ricanischer Sänger und Orchesterleiter
- 1924: Alberto Bertuccelli, italienischer Fußballspieler
- 1924: Walter Ris, US-amerikanischer Schwimmer, Olympiasieger
- 1924: Marianne Werner, deutsche Leichtathletin, Olympiamedaillengewinnerin
- 1925: Veikko Hakulinen, finnischer Skilangläufer, Olympiasieger, Weltmeister
- 1925: Abdollah Mojtabavi, iranischer Ringer, Olympiamedaillengewinner

#### 1926–1950
- 1926: Don Arden, britischer Musikmanager
- 1926: Karl-Bernhard Gundlach, deutscher Mathematiker und Hochschullehrer
- 1926: Bengt Johansson, schwedischer Ringer, Weltmeister
- 1927: Hans Bentzien, deutscher Politiker und Parteifunktionär, Minister für Kultur der DDR
- 1927: Claus Jacobi, deutscher Journalist, Chefredakteur, Herausgeber und Autor
- 1927: Barbara Rush, US-amerikanische Schauspielerin
- 1928: Werner Felfe, deutscher Politiker und Parteifunktionär, Mitglied des Politbüros des ZK der SED, Erster Sekretär der Bezirksleitung Halle
- 1929: Arik Brauer, österreichischer Maler, Sänger und Dichter
- 1929: Amitai Etzioni, US-amerikanischer Soziologe
- 1929: Marion Loretta Reid, kanadische Politikerin, Vizegouverneurin

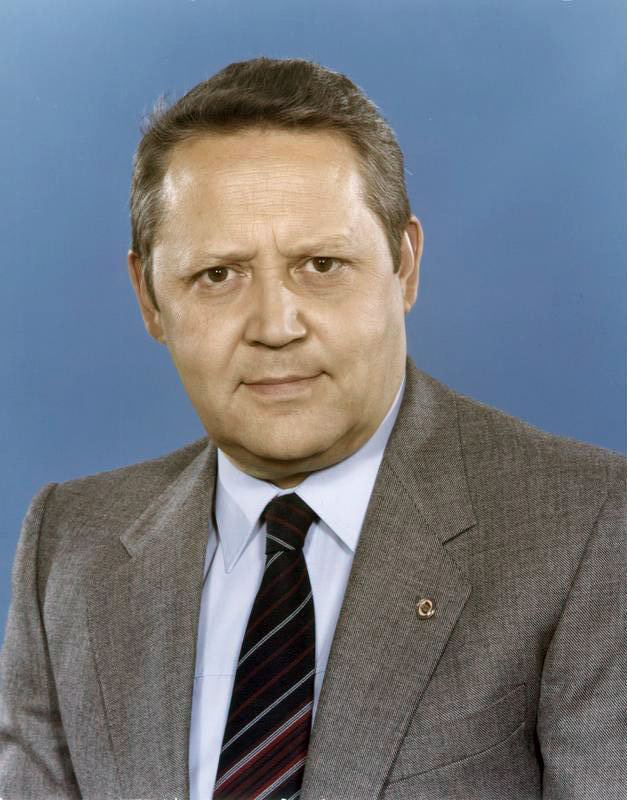
Günter Schabowski (* 1929)

- 1929: Günter Schabowski, deutscher Journalist und Politiker, Chefredakteur des Neuen Deutschlands, Mitglied des Politbüros des ZK der SED, Erster Sekretär der Bezirksleitung Ost-Berlin
- 1929: Wigand Siebel, deutscher Soziologe
- 1929: Herbert Vorgrimler, deutscher Theologe und Hochschullehrer
- 1930: Christoph Albrecht, deutscher Organist, Dirigent und Komponist
- 1930: Ricardo Aronovich, argentinischer Kameramann
- 1930: Constantin Floros, griechisch-deutscher Musikwissenschaftler
- 1930: Christoph Lindenberg, deutscher Anthroposoph, Biograph
- 1930: Yasuo Takei, japanischer Unternehmer
- 1931: Nora Iuga, rumänische Dichterin und Übersetzerin
- 1932: Aino Isomäki, finnische Leichtathletin
- 1932: Carlos Saura, spanischer Filmregisseur
- 1932: Paul Virilio, französischer Philosoph und Medienkritiker
- 1933: Norman H. Bangerter, US-amerikanischer Politiker, Gouverneur von Utah
- 1933: Ilia II., georgischer Geistlicher, Katholikos-Patriarch der Georgischen Orthodoxen Kirche, Erzbischof von Mzcheta-Tiflis, Metropolit von Zchum-Abchasien
- 1934: Hellmuth Karasek, deutscher Journalist, Buchautor und Literaturkritiker
- 1934: Rolf Magerkord, deutscher Bildhauer
- 1934: Anni Rättyä, finnische Speerwerferin
- 1934: Rudolf Schuster, slowakischer Politiker karpatendeutscher Herkunft, Staatspräsident
- 1934: Surab Zereteli, georgisch-russischer Bildhauer und bildender Künstler
- 1935: Walter Mahlendorf, deutscher Leichtathlet, Olympiasieger
- 1935: Floyd Patterson, US-amerikanischer Boxer, Weltmeister
- 1936: Mario Ambrosino, italienischer Schauspieler, Bühnen- und Kostümbildner
- 1936: Christoph Bantzer, deutscher Schauspieler
- 1936: Jean-Paul Flachsmann, Schweizer Politiker
- 1936: Gianni Vattimo, italienischer Philosoph, Autor und Politiker, MdEP
- 1937: Cosmas Michael Angkur, indonesischer Geistlicher und Bischof

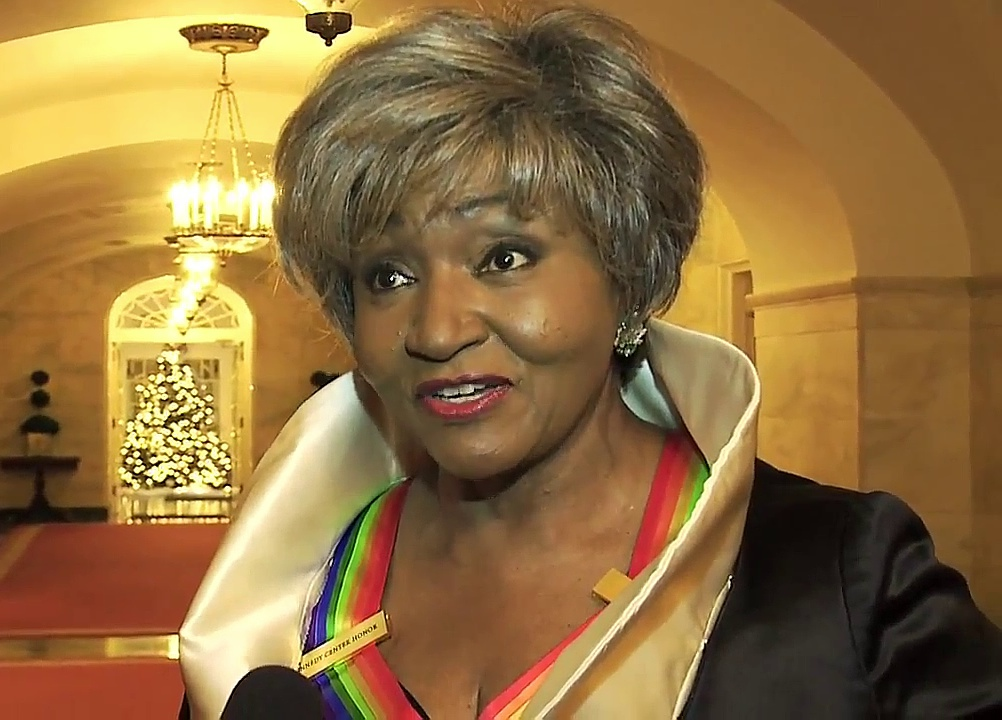
Grace Bumbry (* 1937)

- 1937: Grace Bumbry, US-amerikanische Sopranistin
- 1937: Dyan Cannon, US-amerikanische Schauspielerin
- 1937: John Gorman, britischer Musiker
- 1938: Richard C. Macke, US-amerikanischer Admiral
- 1938: Eberhard Wagner, deutscher Mundartforscher, Mundartlyriker, Bühnenautor und Schauspieler
- 1938: Jerzy Witkowski, polnischer Pianist
- 1939: Jon Appleton, US-amerikanischer Komponist und Improvisationsmusiker
- 1939: Weniamin Soldatenko, sowjetischer Leichtathlet, Olympiamedaillengewinner, Weltmeister
- 1940: Helmut Jahn, deutsch-US-amerikanischer Architekt
- 1940: Brian D. Josephson, britischer Physiker, Nobelpreisträger
- 1940: Pavel Smetáček, tschechischer Jazzklarinettist, -saxophonist und Komponist

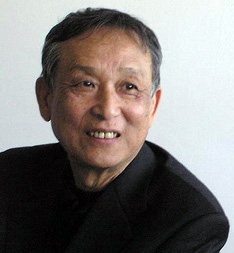
Gao Xingjian (* 1940)

- 1940: Gao Xingjian, chinesisch-französischer Erzähler, Übersetzer und Dramatiker, Regisseur, Kritiker und Künstler, Nobelpreisträger
- 1941: Wayne Baughman, US-amerikanischer Ringer
- 1941: George Pan Cosmatos, griechischer Filmregisseur
- 1941: Thijs Libregts, niederländischer Fußballspieler und -trainer
- 1942: Jim Downing, US-amerikanischer Automobilrennfahrer und Konstrukteur
- 1942: John McLaughlin, britischer Musiker, Gitarrist und Songwriter
- 1943: Egon Schultz, deutscher Soldat, Angehöriger der Grenztruppen der DDR
- 1943: Horacio Serpa, kolumbianischer Jurist und Politiker
- 1943: Emil Zopfi, Schweizer Autor
- 1944: Reinhard Breymayer, deutscher Philologe
- 1944: Beate Krais, deutsche Soziologin
- 1944: Judy Winter, deutsche Schauspielerin

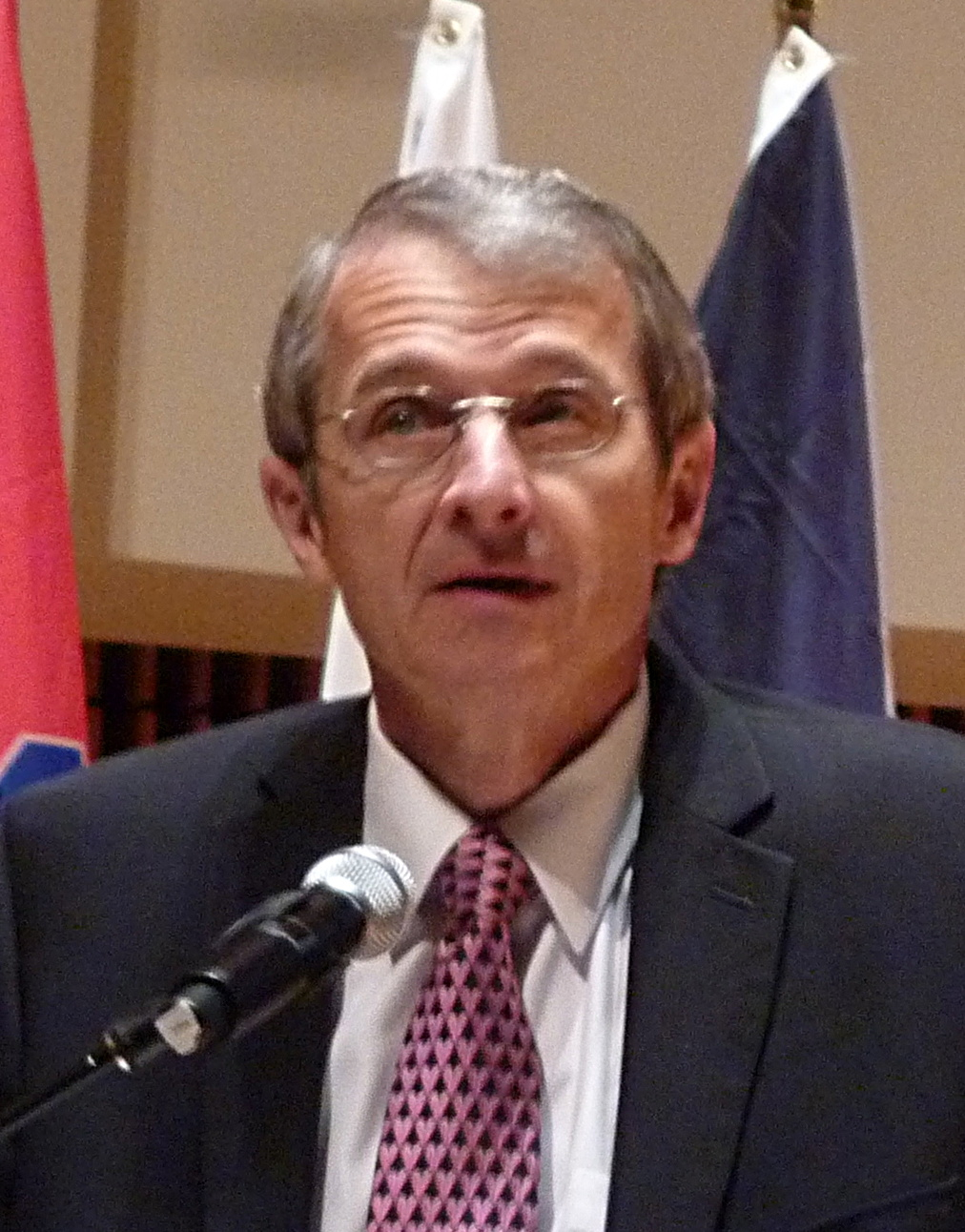
Richard R. Schrock (* 1945)

- 1945: Richard R. Schrock, US-amerikanischer Chemiker, Nobelpreisträger
- 1946: Lisa Appignanesi, kanadisch-britische Autorin
- 1946: Marek Borowski, polnischer Politiker
- 1946: Arthur Conley, US-amerikanischer Soul-Sänger
- 1947: Winfried Aufenanger, deutscher Leichtathletiktrainer
- 1947: Chris Cutler, britischer Schlagzeuger und Perkussionist, Komponist, Schriftsteller und Musiktheoretiker
- 1947: Jürgen Malitz, deutscher Althistoriker
- 1948: Josef Büchelmeier, deutscher Kommunalpolitiker
- 1948: Hubert Kleff, deutscher Politiker, MdL
- 1949: Günther Karl, deutscher Ruderer
- 1949: Mick Mills, englischer Fußballspieler
- 1950: Daniel Brélaz, Schweizer Politiker, Nationalrat
- 1950: Christel Happach-Kasan, deutsche Politikerin, MdB
- 1950: Anton Plate, deutscher Komponist und Hochschullehrer

#### 1951–1975
- 1951: Barbara Ann Cochran, US-amerikanische Skirennläuferin, Olympiasiegerin, Weltmeisterin
- 1952: Josef Cap, österreichischer Politiker, Abgeordneter zum Nationalrat
- 1952: Michael Hoenig, deutscher Musiker
- 1952: Egon Wamers, deutscher Archäologe
- 1954: Helmut K. Anheier, deutsch-US-amerikanischer Professor
- 1954: Brian Foster, britischer experimenteller Elementarteilchenphysiker
- 1954: Gilberto Pichetto Fratin, italienischer Politiker
- 1954: Oleg Romanzew, sowjetischer bzw. russischer Fußballspieler und -trainer, Olympiamedaillengewinner
- 1954: Dave Scott, US-amerikanischer Triathlet
- 1955: Mark Hollis, britischer Musiker und Komponist, Sänger und Songschreiber

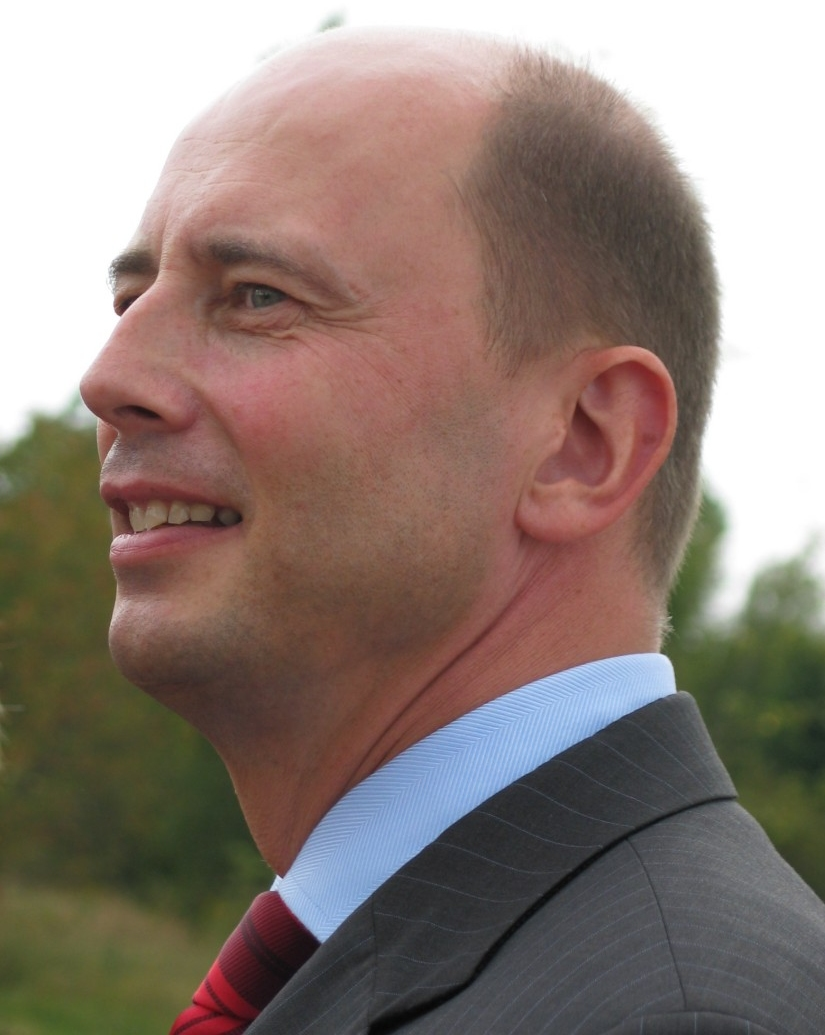
Wolfgang Tiefensee (* 1955)

- 1955: Wolfgang Tiefensee, deutscher Politiker, Oberbürgermeister von Leipzig, Bundes- und Landesminister, MdB, MdL
- 1956: Francine-Dominique Liechtenhan, Schweizer Kunsthistorikerin und Dozentin
- 1956: Paul Linz, deutscher Fußballspieler und -trainer
- 1956: Ann Magnuson, US-amerikanische Schauspielerin und Sängerin
- 1956: Rajvinder Singh, indischer Autor
- 1956: Bernard Sumner, britischer Musiker (Joy Division, New Order)
- 1957: Joël Bats, französischer Fußballspieler
- 1957: Patty Loveless, US-amerikanische Country-Sängerin
- 1958: Matt Frewer, US-amerikanischer Schauspieler
- 1958: Werner Luginbühl, Schweizer Politiker, Ständerat
- 1958: Julian Sands, britischer Schauspieler
- 1959: Andrzej Adamczyk, polnischer Politiker, Minister
- 1959: Ali Ahmeti, nordmazedonischer Politiker der albanischen Minderheit

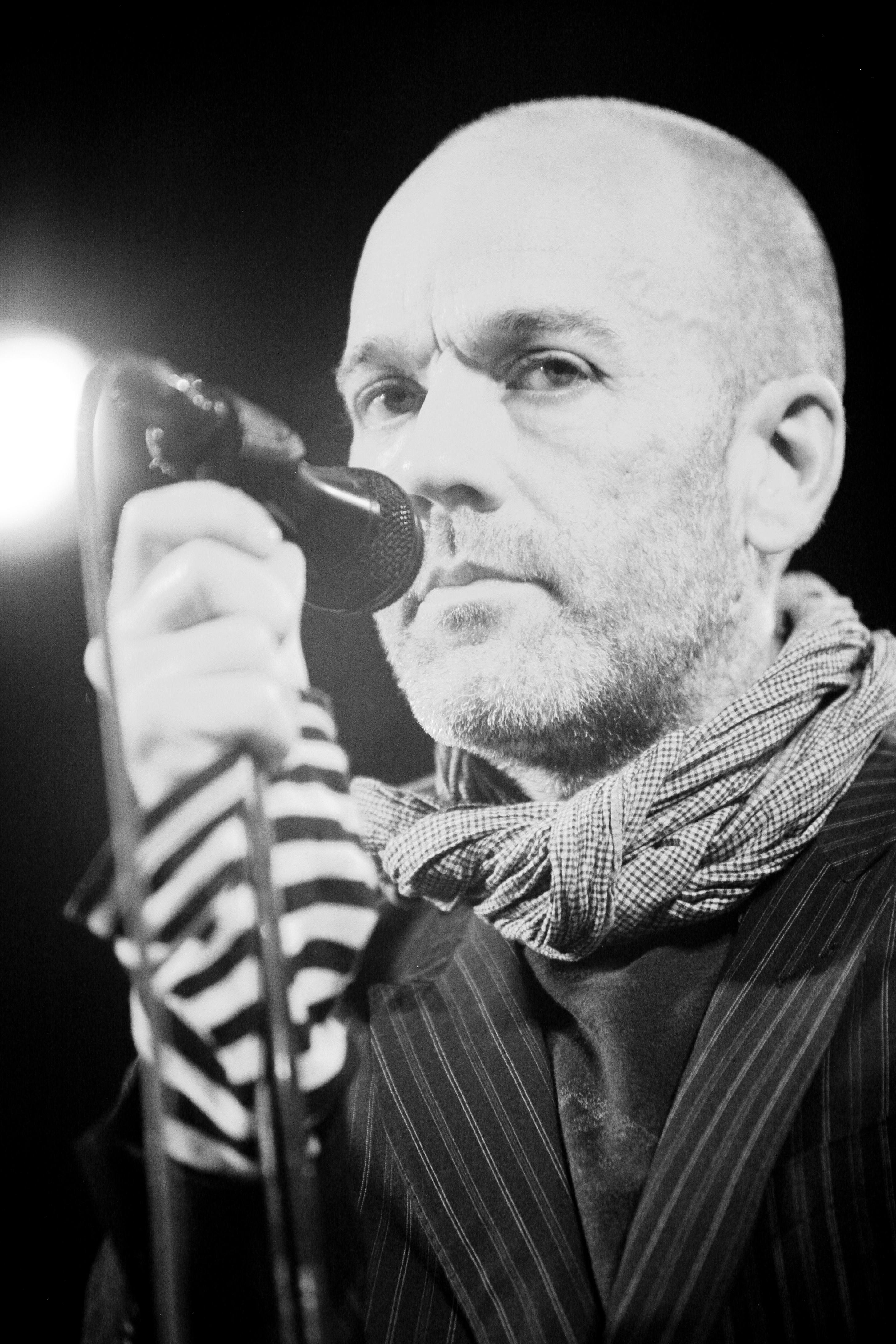
Michael Stipe (* 1960)

- 1960: Michael Stipe, US-amerikanischer Sänger und Musiker (R.E.M.)
- 1961: Kristin Kloster Aasen, norwegische Rechtsanwältin und Sportfunktionärin
- 1961: Oh Se-hoon, südkoreanischer Politiker, Bürgermeister von Seoul
- 1962: Natalja Walerjewna Botschina, russische Leichtathletin, Olympiamedaillengewinnerin
- 1962: Eduardo Burguete, spanischer Moderner Fünfkämpfer und Triathlet
- 1962: David DeFeis, US-amerikanischer Musiker
- 1962: Birgit Guðjónsdóttir, isländische Kamerafrau
- 1962: Michael Koschorreck, deutscher Musiker
- 1962: Peter Steele, US-amerikanischer Musiker (Type O Negative)
- 1962: Ingolf Viereck, deutscher Politiker, MdL
- 1963: Etti Ankri, israelische Singer-Songwriterin, Komponistin und Schauspielerin
- 1963: Ihar Astapkowitsch, weißrussischer Hammerwerfer, Olympiamedaillengewinner
- 1963: Christian Carion, französischer Filmregisseur und Drehbuchautor
- 1963: Candice Daly, US-amerikanische Schauspielerin
- 1963: Sean Fitzpatrick, neuseeländischer Rugby-Union-Spieler
- 1963: Dave Foley, kanadischer Schauspieler

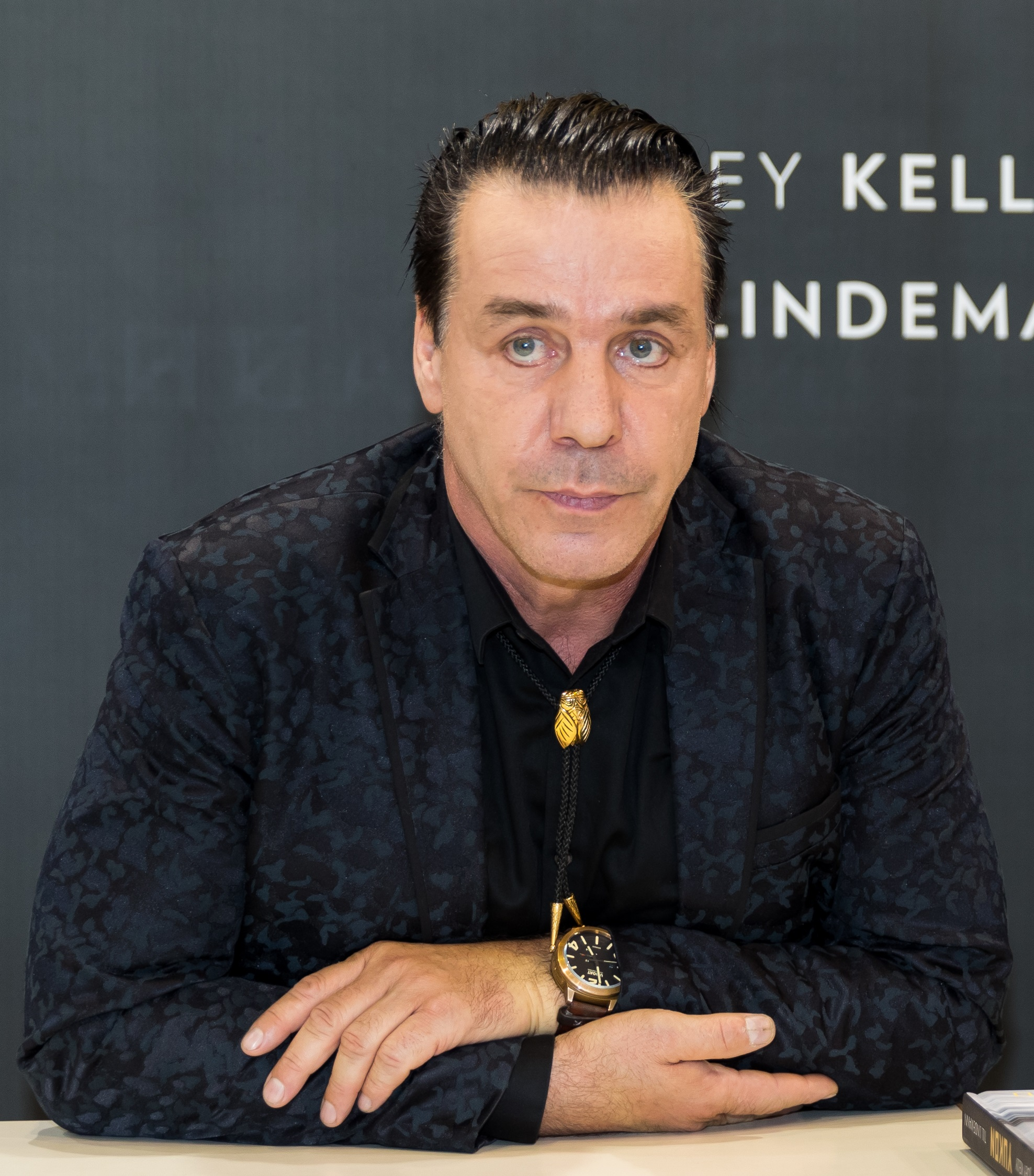
Till Lindemann (* 1963)

- 1963: Till Lindemann, deutscher Musiker und Songtexter, Gedichtautor und Schauspieler
- 1963: May-Britt Moser, norwegische Neurowissenschaftlerin, Nobelpreisträgerin
- 1963: Edith Sitzmann, deutsche Politikerin, MdL, Landesministerin
- 1964: Alexander Wladimirowitsch Fadejew, russischer Eiskunstläufer, Weltmeister
- 1964: Christo Schopow, bulgarischer Filmschauspieler
- 1965: Yvan Attal, französischer Schauspieler
- 1965: Guy Forget, französischer Tennisspieler
- 1965: Beth Gibbons, britische Sängerin (Portishead)
- 1965: Katja Marx, deutsche Journalistin und Medienmanagerin
- 1965: Cait O’Riordan, britische Sängerin
- 1965: Julia Ormond, britische Schauspielerin
- 1966: Deana Carter, US-amerikanische Country-Sängerin
- 1966: Faysal Dağlı, kurdischer Journalist und Schriftsteller

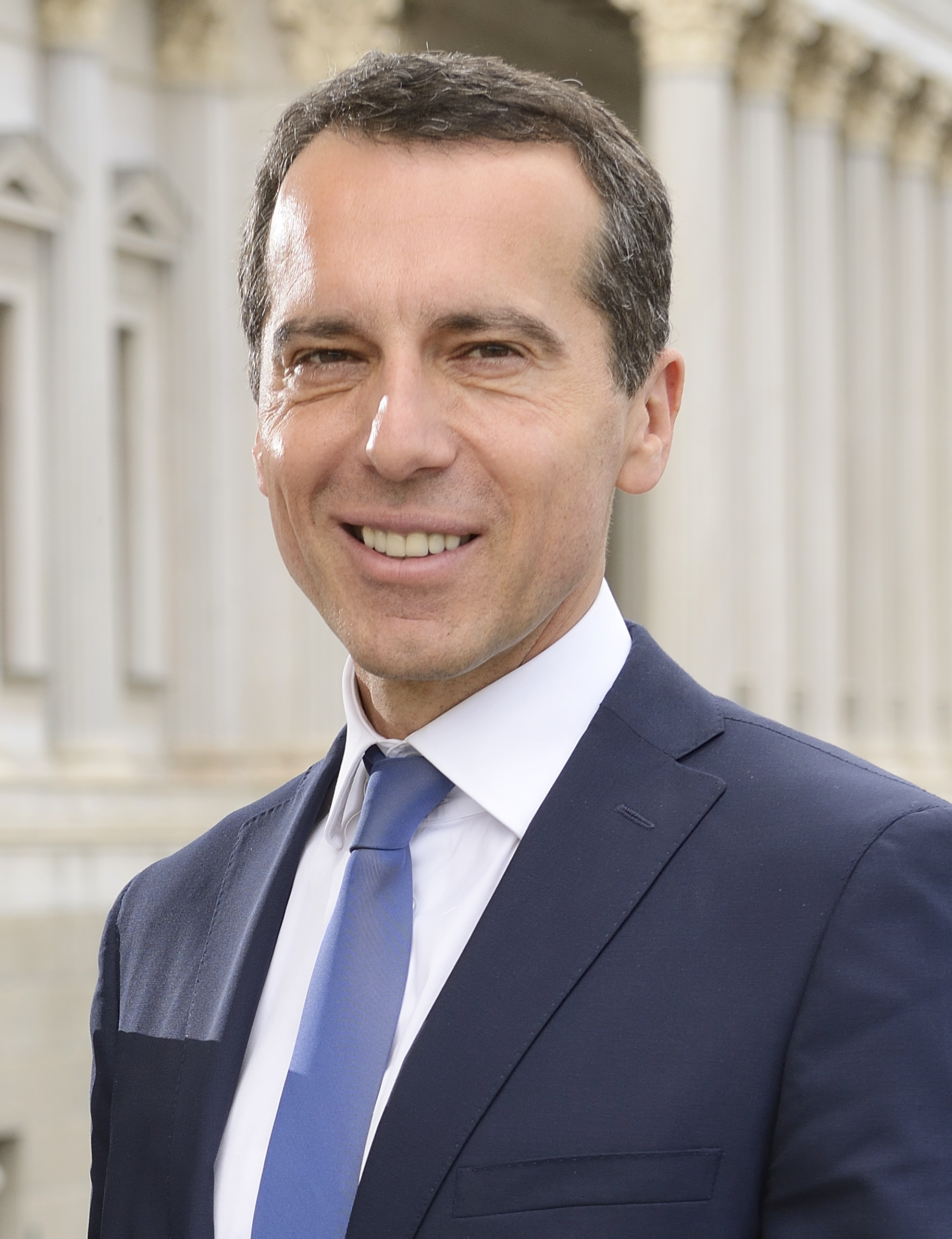
Christian Kern (* 1966)

- 1966: Christian Kern, österreichischer Politiker und Manager, Bundeskanzler, Abgeordneter zum Nationalrat
- 1966: Paul Schmidt, deutscher Biophysiker und Politiker
- 1967: Fabio Abate, Schweizer Politiker, National- und Ständerat
- 1967: Igor Iwanowitsch Schuwalow, russischer Politiker und Unternehmer
- 1967: David Toms, US-amerikanischer Golfer
- 1968: Valeska Grisebach, deutsche Filmregisseurin
- 1968: Ernst Mader, österreichischer Fußballspieler
- 1968: Andreas Weiß, deutscher Autor, Regisseur und Produzent
- 1969: Christian Dahlke, deutscher Ruderer, Weltmeister
- 1969: Julio Aparicio Díaz, spanischer Torero
- 1969: Luise Kinseher, deutsche Kabarettistin und Schauspielerin
- 1969: Markus Seidel, deutscher Schriftsteller
- 1970: Irena Francová, tschechische Skibobfahrerin

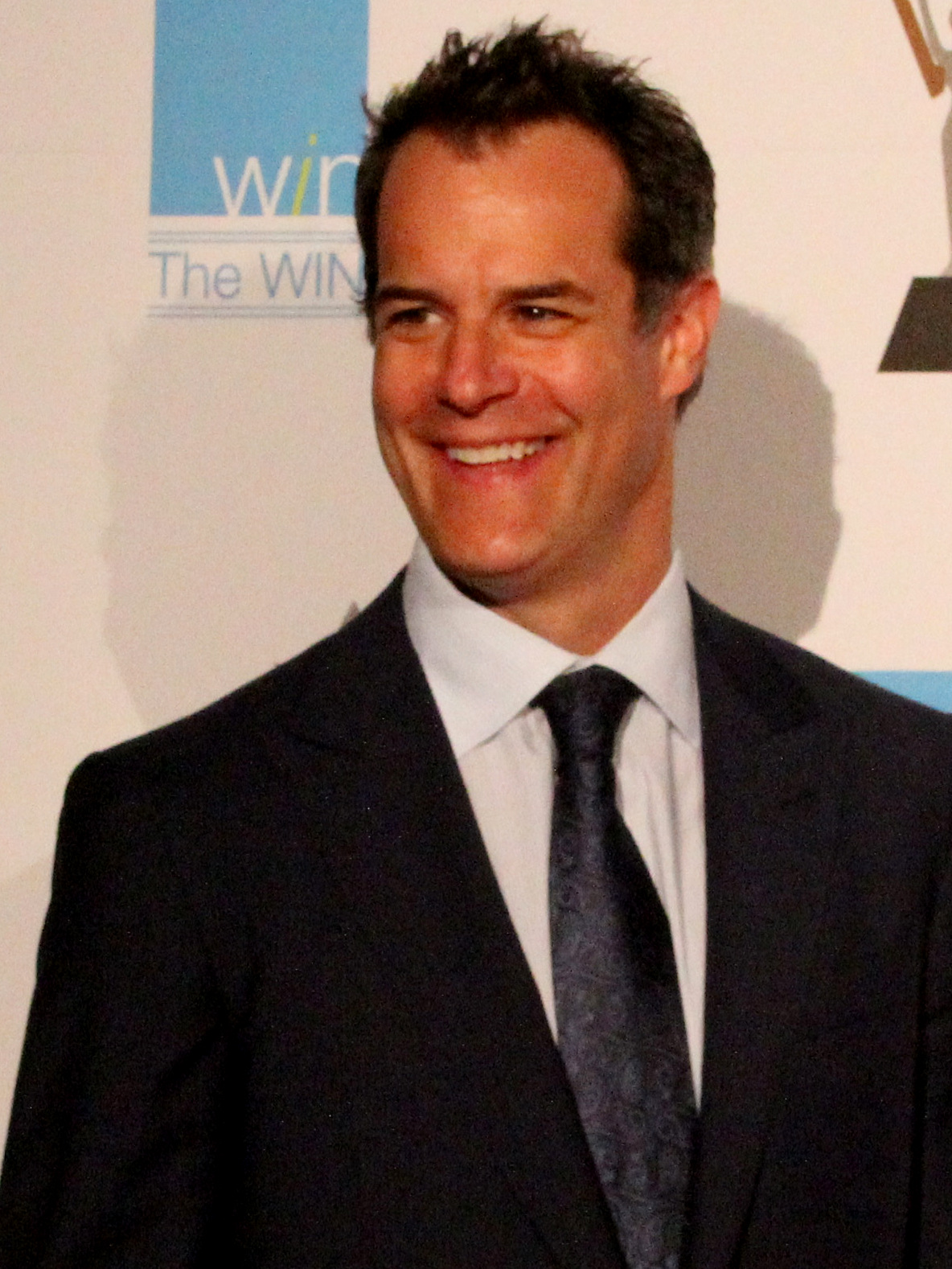
Josh Stamberg (* 1970)

- 1970: Josh Stamberg, US-amerikanischer Schauspieler
- 1971: Namiq Abdullayev, aserbaidschanischer Ringer, Olympiasieger
- 1971: Hamida Barmaki, afghanische Juristin, Menschenrechtlerin und Politikerin
- 1971: Sébastien Foucras, französischer Freestyle-Skier
- 1971: Jun’ichi Kakizaki, japanischer Installationskünstler
- 1971: Ioannis Nikolaidis, griechischer Schachgroßmeister
- 1972: Chad Fleischer, US-amerikanischer Skirennläufer
- 1972: John Ruiz, US-amerikanischer Profiboxer, Weltmeister
- 1973: Frank Høj, dänischer Radrennfahrer
- 1973: Jozef Kabaň, slowakischer Fahrzeugdesigner
- 1973: Harmony Korine, US-Filmregisseur und Autor
- 1973: Isabel Mergl, deutsche Schauspielerin
- 1973: Tomy Temerson, deutscher Zitherspieler
- 1973: Carolina Vera, deutsche Schauspielerin
- 1974: Ottaviano Andriani, italienischer Langstreckenläufer
- 1974: Danilo Hondo, deutscher Radrennfahrer und Radsporttrainer
- 1974: Flora Montgomery, britische Film- und Theaterschauspielerin
- 1974: Sonja Richter, dänische Schauspielerin
- 1974: Thomas Rytter, dänischer Fußballspieler
- 1974: Diane Weigmann, deutsche Musikerin
- 1974: Armin Zöggeler, italienischer Rennrodler, Weltmeister, Olympiasieger
- 1975: Sara Indrio Jensen, dänische Schauspielerin und Musikerin
- 1975: Sandra Kiriasis, deutsche Bobsportlerin, Weltmeisterin, Olympiasiegerin

#### 1976–2000

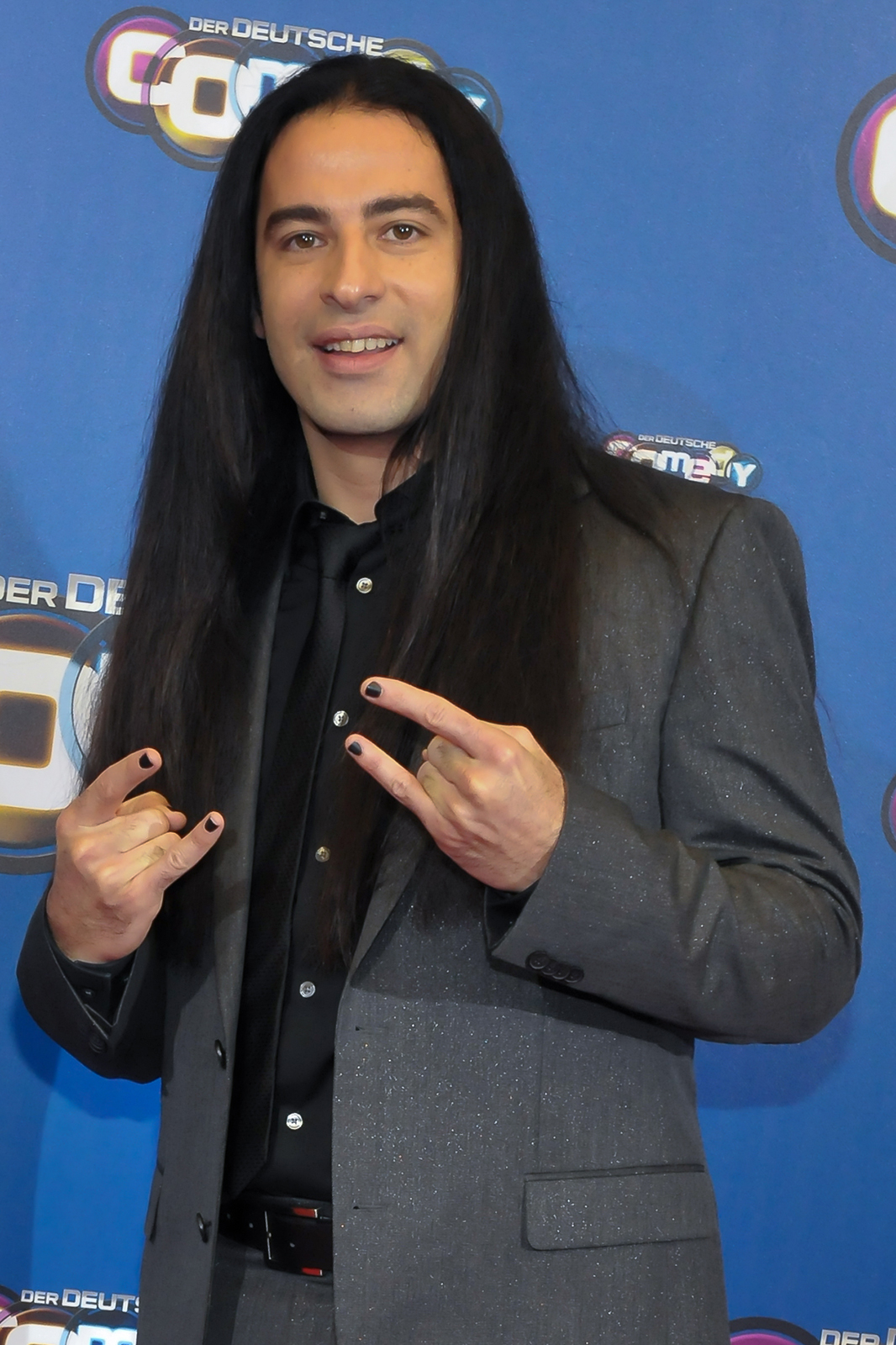
Bülent Ceylan (* 1976)

- 1976: Bülent Ceylan, deutscher Comedian
- 1976: August Diehl, deutscher Schauspieler
- 1977: Louisa Baïleche, französische Sängerin und Tänzerin
- 1977: Jonathan Cochet, französischer Rennfahrer
- 1977: David Millar, britischer Radrennfahrer
- 1978: Marius Ebbers, deutscher Fußballspieler
- 1978: Dominik Hrbatý, slowakischer Tennisspieler
- 1978: Karine Ruby, französische Snowboarderin, Weltmeisterin, Olympiasiegerin
- 1978: Alexander Weber, deutsch-argentinischer Fechter, Olympiamedaillengewinner
- 1979: Fábio Bilica, brasilianischer Fußballspieler
- 1979: Drag-On, US-amerikanischer Rapper
- 1979: Damian Gorawski, polnischer Fußballspieler
- 1979: Kevin Kuske, deutscher Bobsportler, Olympiasieger, Weltmeister
- 1980: Luís Miguel Brito Garcia Monteiro, portugiesischer Fußballspieler
- 1980: Bobbi Eden, niederländische Pornodarstellerin
- 1980: Jaroslaw Popowytsch, ukrainischer Radrennfahrer, Weltmeister
- 1981: Mohamed Abdel Aziz, ägyptischer Straßenradrennfahrer

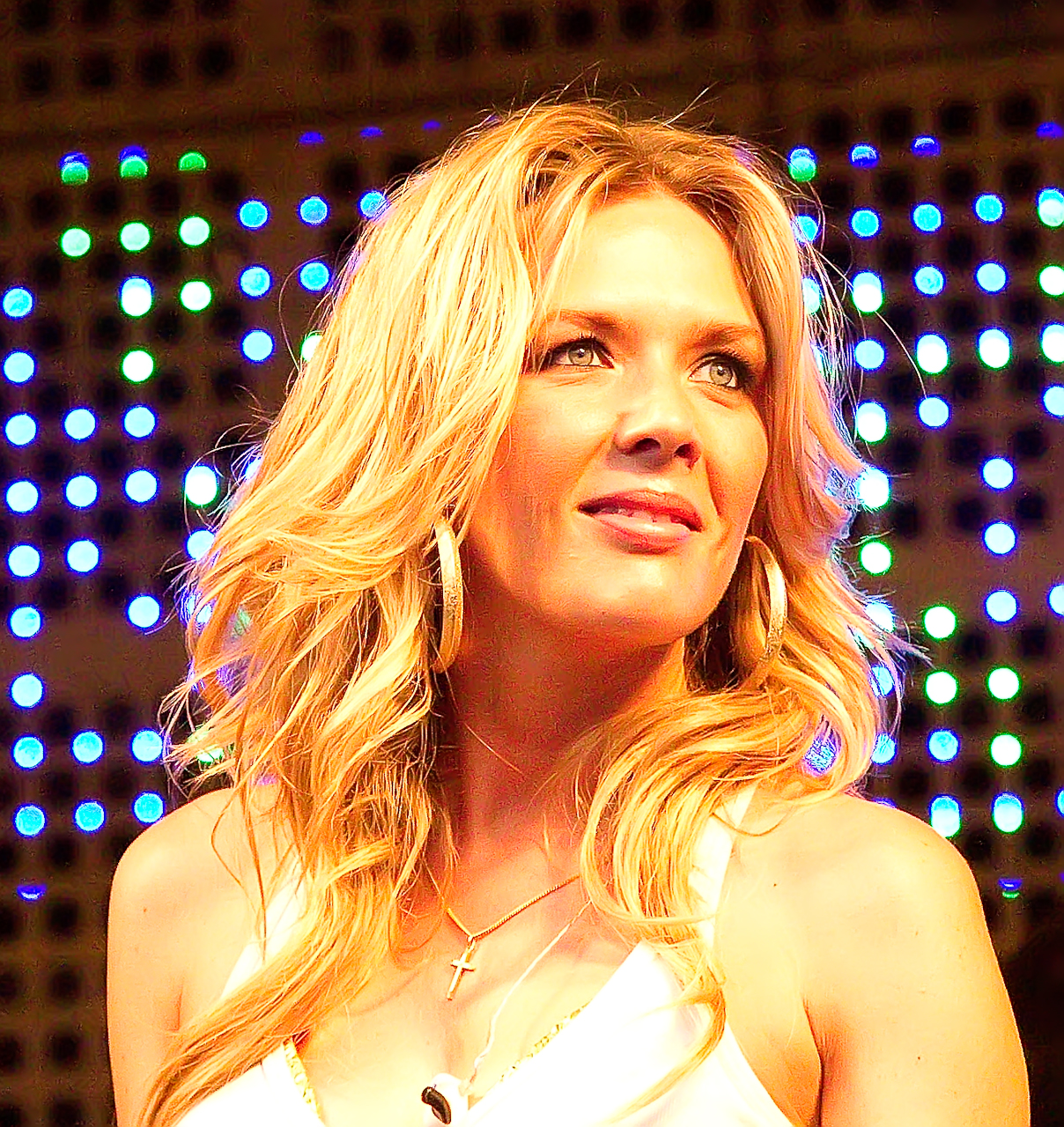
Silvy de Bie (* 1981)

- 1981: Silvy de Bie, belgische Sängerin
- 1981: Zhang Jiewen, chinesische Badmintonspielerin
- 1981: Vita Marissa, indonesische Badmintonspielerin
- 1982: Kang Hye-jeong, südkoreanische Schauspielerin
- 1982: Bernhard Kohl, österreichischer Radrennfahrer
- 1982: Tamien Trent, US-amerikanischer Basketballspieler
- 1983: Kerry Condon, irische Schauspielerin
- 1983: Sascha Madl, deutscher Sportschütze
- 1983: Kasper Risgård, dänischer Fußballspieler
- 1984: İbrahim Akın, türkischer Fußballspieler
- 1984: Jiří Hudler, tschechischer Eishockeyspieler
- 1984: Astrid Plessl, österreichische Gedächtnissportlerin, Weltmeisterin
- 1984: Sebastian Schwager, deutscher Radrennfahrer
- 1984: Alexei Nikolajewitsch Silajew, kasachischer Skispringer

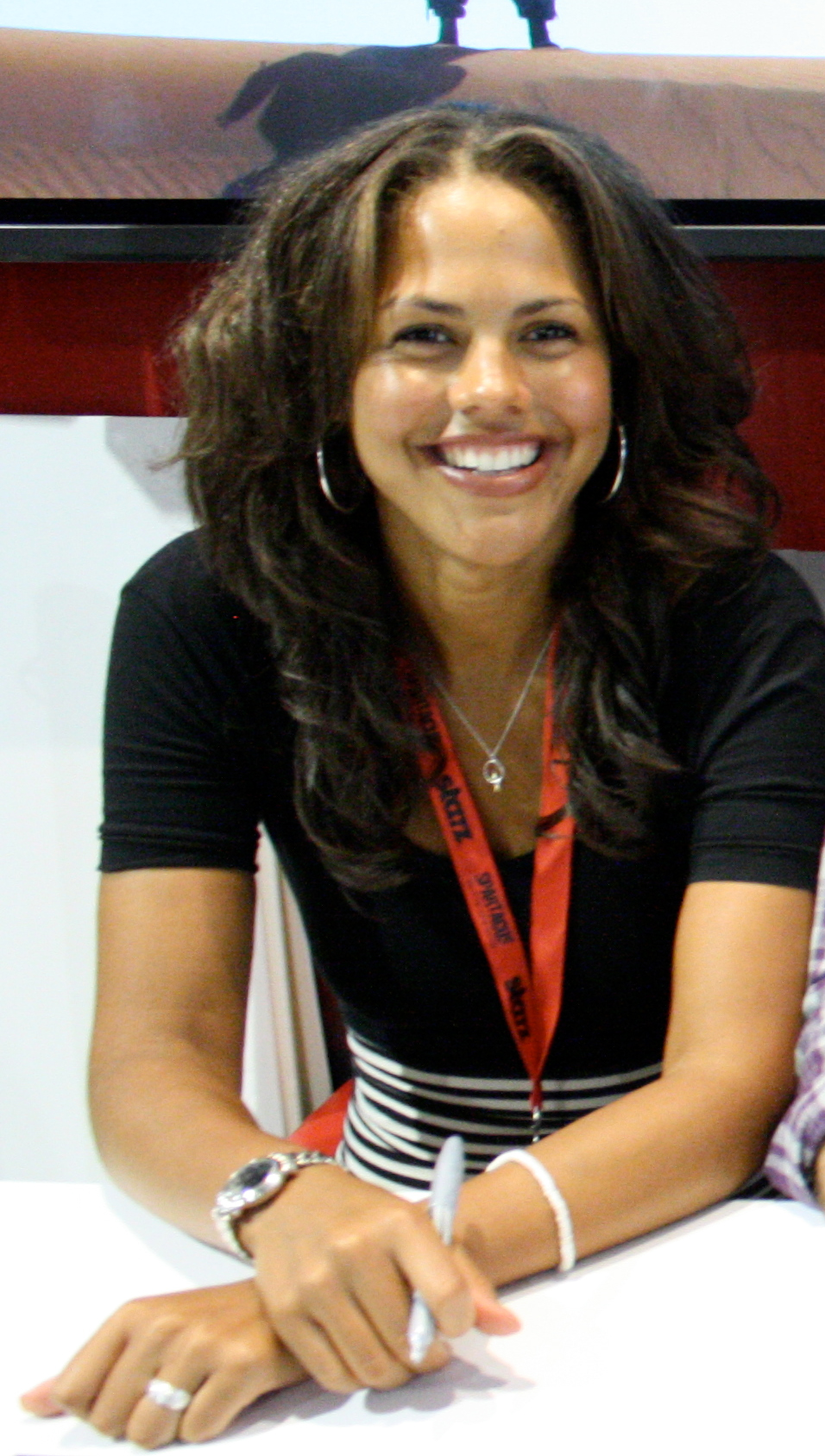
Lenora Crichlow (* 1985)

- 1985: Lenora Crichlow, britische Schauspielerin
- 1985: Gökhan Gönül, türkischer Fußballspieler
- 1985: Kari Aalvik Grimsbø, norwegische Handballspielerin, Olympiasiegerin, Weltmeisterin
- 1985: Leo Mansell, britischer Rennfahrer
- 1985: Katharina Nesytowa, deutsche Schauspielerin
- 1985: Fernando Rees, brasilianischer Automobilrennfahrer
- 1985: Jung Sung-ryong, südkoreanischer Fußballspieler
- 1986: Michail Alexandrowitsch Antonow, russischer Radrennfahrer
- 1986: Cheng Shao-chieh, taiwanische Badmintonspielerin
- 1986: Younès Kaboul, französischer Fußballspieler
- 1986: James Milner, englischer Fußballspieler
- 1987: Maria Ikelap, mikronesische Sprinterin
- 1987: Cho Min-ho, südkoreanischer Eishockeyspieler
- 1987: Pierre-Luc Périchon, französischer Radrennfahrer
- 1988: Sergej Evljuskin, deutsch-kirgisischer Fußballspieler
- 1989: Kariem Hussein, Schweizer Leichtathlet
- 1989: Graham Rahal, US-amerikanischer Rennfahrer
- 1989: Laura Wilde, deutsche Schlagersängerin
- 1990: Patrick Auracher, deutscher Fußballspieler
- 1990: Iago Falque, spanischer Fußballspieler
- 1990: Toni Kroos, deutscher Fußballspieler
- 1990: Vanessa Neumann, deutsche Influencerin und Rennfahrerin
- 1991: Pascal Bodmer, deutscher Skispringer, Weltmeister
- 1991: Viktoria Schnaderbeck, österreichische Fußballspielerin
- 1991: Olivia Tennet, neuseeländische Filmschauspielerin
- 1991: Susann Utes, deutsche Fußballspielerin
- 1992: Ann-Cathrin Giegerich, deutsche Handballspielerin
- 1992: Sajjad Ganjzadeh, iranischer Karateka
- 1992: Nigel Moore, britischer Rennfahrer
- 1992: Boné Uaferro, deutsch-mosambikanischer Fußballspieler
- 1993: Scott Redding, britischer Motorradrennfahrer
- 1993: Saleh Salem, emiratischer Schachspieler
- 1993: George Thorne, englischer Fußballspieler
- 1994: Tammo Harder, deutscher Fußballspieler
- 1994: Tasi Limtiaco, mikronesischer Schwimmer
- 1994: Nemanja Mladenović, serbischer Handballspieler
- 1995: Maddie Hasson, US-amerikanische Schauspielerin
- 1995: Miguel Oliveira, portugiesischer Motorradrennfahrer
- 1995: Sertan Yegenoglu, deutsch-türkischer Fußballspieler
- 1996: Marcus Ingvartsen, dänischer Fußballspieler
- 1997: Gino Mäder, Schweizer Radrennfahrer
- 1998: Colin Dixon, britischer Telemarker
- 1998: Jonas Hämmerle, deutscher Schauspieler
- 1998: Kim Vanreusel, belgische Skirennläuferin
- 1999: Nico Hischier, Schweizer Eishockeyspieler
- 1999: Timothy Tillman, deutscher Fußballspieler

### 21. Jahrhundert
- 2001: Maëlle Pistoia, französische Sängerin
- 2001: Frederik Winther, dänischer Fußballspieler
- 2003: Jaeden Martell, US-amerikanischer Schauspieler
- 2008: Tina Erzar, slowenische Skispringerin
- 2008: Rayssa Leal, brasilianische Skateboarderin

## Gestorben

### Vor dem 16. Jahrhundert
- 0838: Babak Chorramdin, persischer Nationalheld
- 0941: Isangrim, Bischof von Regensburg
- 1013: Libentius I., Erzbischof von Bremen
- 1182: Friedrich I., Graf von Brehna

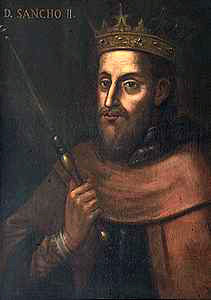
Sancho II. († 1248)

- 1248: Sancho II., König von Portugal
- 1256: Bernhard von Spanheim, Herzog von Kärnten
- 1271: Walter de la Wyle, Bischof von Salisbury
- 1276: Johannes von Tralau, Bischof von Lübeck
- 1309: Angela von Foligno, italienische Geistliche, Franziskanerin, Heilige der römisch-katholischen Kirche
- 1310: Oringa Menabuoi, italienische Ordensgründerin, Selige der katholischen Kirche
- 1364: Rudolf Losse, kurtrierischer Kanzlist und Notar
- 1370: Johann I. von Isenburg, Bischof von Meißen
- 1424: Muzio Attendolo Sforza, italienischer Condottiere
- 1428: Friedrich I., Fürst von Sachsen
- 1449: Cäcilie von Brandenburg, Herzogin von Braunschweig-Wolfenbüttel
- 1456: Ralph Cromwell, 3. Baron Cromwell, englischer Staatsmann, Lord Treasurer
- 1482: Hans Böblinger, schwäbischer Baumeister

### 16. bis 18. Jahrhundert
- 1511: Ludovico Gonzaga, Bischof von Mantua
- 1542: Dietrich VIII. von Gemmingen, Grundherr von Steinegg und Tiefenbronn
- 1559: Matthäus Ratzenberger, deutscher Arzt und Reformator
- 1575: Sidonie von Sachsen, Herzogin zu Braunschweig-Lüneburg und Fürstin von Calenberg-Göttingen
- 1584: Tobias Stimmer, Schweizer Maler
- 1604: Franz Nádasdy von Fogarasföld, ungarischer Adliger, Gatte von Elisabeth Báthory
- 1653: Melchior Otto Voit von Salzburg, Fürstbischof von Bamberg
- 1665: Hermann Fortunat, Markgraf von Baden
- 1667: Johann Andreas von Rosenberg, bedeutender Vertreter des katholischen Adels in Kärnten
- 1671: Joachim von Gravenegg, Fürstabt von Fulda
- 1672: Friedrich von Ahlefeldt, Herr auf Kohøved, Bienebek und Hald
- 1695: François-Henri de Montmorency-Luxembourg, französischer Heerführer, Pair und Marschall von Frankreich
- 1707: Ludwig Wilhelm, Markgraf von Baden-Baden
- 1717: Gerhard Ritter, Lübecker Kaufmann und Ratsherr
- 1720: Friedrich Wilhelm Leyser, deutscher Rechtswissenschaftler, Stadtsyndikus von Magdeburg
- 1729: Johann Wilhelm, Herzog von Sachsen-Eisenach
- 1744: Johann Jacob Eybelwieser, schlesischer Maler österreichischer Herkunft
- 1746: Christian Hagmaier, deutscher Theologe und Hochschullehrer, Rektor an der Universität Tübingen
- 1752: Gabriel Cramer, Schweizer Mathematiker
- 1752: Heinrich Plütschau, deutscher Geistlicher, Missionar in Indien
- 1760: Johann Jakob Späth, deutscher Orgelbauer
- 1761: Stephen Hales, britischer Physiologe und Physiker
- 1765: Joseph Franz Xaver Dominik Stalder, Schweizer Komponist und Priester
- 1767: Johann Ferdinand Schor, österreichischer Maler, Architekt und Ingenieur
- 1778: Charles Eisen, französischer Maler
- 1782: Ange-Jacques Gabriel, französischer Architekt
- 1786: Moses Mendelssohn, deutsch-jüdischer Philosoph der Aufklärung, gilt als Wegbereiter der Haskala
- 1789: Thomas Nelson, Gouverneur des Commonwealth of Virginia
- 1793: Bengt Lidner, schwedischer Dichter
- 1794: Nikolaus von Luckner, deutscher Offizier, Marschall von Frankreich
- 1798: Gavin Hamilton, schottischer Maler, Archäologe und Kunsthändler

### 19. Jahrhundert
- 1803: James Kinsey, Delegierter von New Jersey im Kontinentalkongress

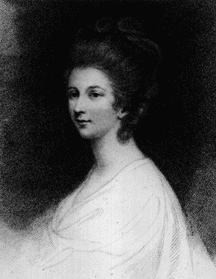
Charlotte Lennox († 1804)

- 1804: Charlotte Lennox, britische Schriftstellerin, Lyrikerin und Übersetzerin
- 1810: Josef Achammer, Tiroler Freiheitskämpfer
- 1810: Clemens August von Merle, deutscher Geistlicher, Weihbischof in Köln
- 1812: Tommaso Antici, italienischer Geistlicher, Kardinal
- 1814: Johann Georg Jacobi, deutscher Dichter und Publizist
- 1821: Elisabeth Anna Bayley Seton, US-amerikanische Geistliche, Ordensgründerin, erste in den USA geborene Heilige
- 1823: Joseph Keller, deutscher Maler
- 1823: Johann Christian Volkhart, deutscher evangelischer Geistlicher und Schulleiter
- 1825: Ferdinand I., Infant von Spanien, König von Neapel und König beider Sizilien
- 1825: Magdalena Pauli, deutsche Philanthropin
- 1839: Jean-Augustin Franquelin, französischer Kunstmaler
- 1841: Thomas Rickman, britischer Architekt
- 1843: Stevens Mason, US-amerikanischer Politiker, erster Gouverneur von Michigan
- 1845: Louis-Léopold Boilly, französischer Maler und Lithograph

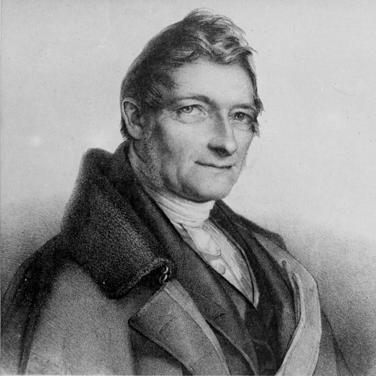
Franz Xaver Gabelsberger († 1849)

- 1849: Franz Xaver Gabelsberger, deutscher Stenograf, Erfinder der Gabelsberger-Kurzschrift
- 1851: Friedrich Gotthilf Fritsche, deutscher Geistlicher und Lehrer, MdL
- 1856: August Pichler, österreichisch-deutscher Schauspieler und Schauspieldirektor
- 1869: Emanuel Arnold, böhmischer Politiker und Revolutionär
- 1871: Vincent Adler, ungarischer Komponist und Pianist
- 1874: Wilhelm Amsinck, deutscher Jurist, Politiker und Hamburger Senatssyndikus
- 1877: Cornelius Vanderbilt, US-amerikanischer Unternehmer („Eisenbahnkönig“)
- 1880: Anselm Feuerbach, deutscher Maler
- 1881: Neofit Rilski, bulgarischer Aufklärer und Sprachreformer
- 1884: Louis Ehlert, deutscher Komponist und Musikkritiker
- 1884: Franz Gehring, deutscher Mathematiker und Musikpublizist
- 1886: Emil Weller, deutscher Bibliograf, Verleger und Sozialist
- 1889: Adolf Friedrich, deutscher Maler
- 1890: Karl Wilhelm Philipp von Auersperg, böhmisch-österreichischer Grundbesitzer und Politiker, Ministerpräsident
- 1891: Konráð Gíslason, isländisch-dänischer Sprachforscher
- 1894: Carl von Hasenauer, österreichischer Architekt
- 1895: Manuel Pavía, spanischer Offizier, Generalkapitän von Neukastilien und Katalonien, zentrale Figur beim Untergang der Ersten Spanischen Republik
- 1896: Joseph Hubert Reinkens, deutscher Theologe, Mitbegründer und erster Bischof der Alt-Katholischen Kirche in Deutschland
- 1897: Auguste Sievert, deutsche Malerin und Schriftstellerin
- 1900ː Luise Fröbel, deutsche Kindergärtnerin

### 20. Jahrhundert

#### 1901–1950
- 1902: Auguste Jauch, deutsche Philanthropin
- 1905: Ferdinande von Brackel, deutsche Schriftstellerin
- 1905: Paul Pierre Henry, französischer Optiker und Astronom
- 1905: Heinrich von Nauendorf, deutscher Offizier, Angehöriger der Schutztruppe für Deutsch-Südwestafrika
- 1911: Ludwig Jeep, deutscher Altphilologe
- 1912: Isaac Delgado, Zuckerhändler und Philanthrop in New Orleans
- 1913: Fredrik Hjalmar Johansen, norwegischer Polarforscher
- 1913: Alfred von Schlieffen, deutscher Feldmarschall, Chef des Generalstabes
- 1915: Michael Haller, deutscher Kirchenmusiker und Komponist

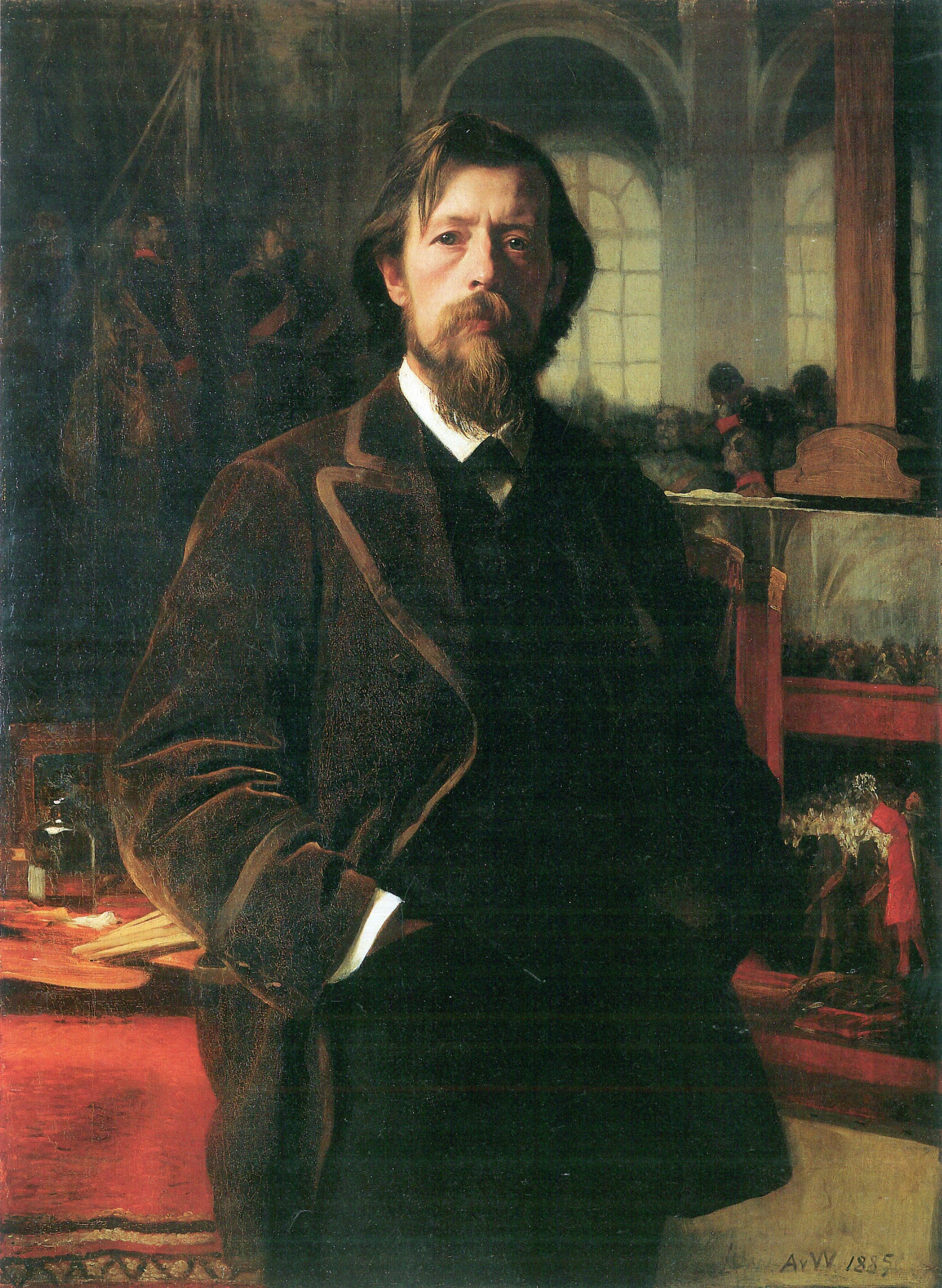
Anton von Werner († 1915)

- 1915: Anton von Werner, deutscher Historienmaler, Hauptrepräsentant des Wilhelminismus
- 1916: Johann Martin Bürkle, deutscher evangelischer Geistlicher und Schriftsteller
- 1916: Godefroid Kurth, belgischer Historiker
- 1917: Carl Ludwig Jessen, deutscher Maler des Naturalismus
- 1917: Frederick Courteney Selous, britischer Großwildjäger und Offizier
- 1920: Benito Pérez Galdós, spanischer Schriftsteller
- 1923: Anders Andersen-Lundby, dänischer Kunstmaler
- 1925: Elisabeth von Heyking, deutsche Schriftstellerin und Malerin
- 1926: Margarethe von Italien, als Frau Umbertos I. Königin von Italien
- 1928: Jacob van Rees, niederländischer Autor und Anarchist
- 1931: Art Acord, US-amerikanischer Schauspieler und Rodeo-Champion
- 1932: Anton Behmann, österreichischer Orgelbauer

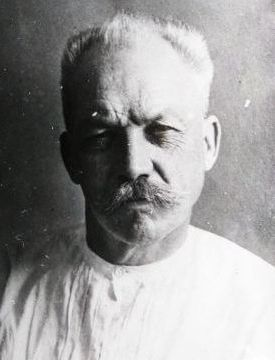
Mykola Makarenko († 1938)

- 1938: Mykola Makarenko, ukrainischer Archäologe und Kunsthistoriker, hingerichtet durch NKWD
- 1940: Jean Pouzet, französischer Autorennfahrer

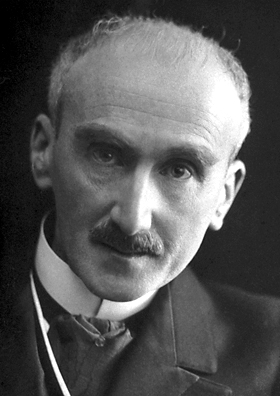
Henri Bergson († 1941)

- 1941: Henri Bergson, französischer Philosoph, Nobelpreisträger
- 1941: Philipp Fauth, deutscher Volksschullehrer und Astronom
- 1941: Rudi Godden, deutscher Sänger und Filmschauspieler
- 1942: Mel Sheppard, US-amerikanischer Leichtathlet, Olympiasieger
- 1943: Marina Michailowna Raskowa, sowjetische Pilotin und Luftwaffenoffizierin, Heldin der Sowjetunion
- 1944ː Karoline Borchardt, deutsche Malerin und Opfer des Nationalsozialismus
- 1944: Helene Heymann, deutsche KPD-nahe Widerstandskämpferin im Nationalsozialismus
- 1944: Kaj Munk, dänischer Geistlicher, Schriftsteller und Widerstandskämpfer, Opfer des Nationalsozialismus
- 1944: Jean Tatlock, US-amerikanische Ärztin und Kommunistin
- 1945: Fritz Elsas, deutscher Politiker und Widerstandskämpfer, MdL, Bürgermeister von Berlin, Opfer des Nationalsozialismus
- 1946: Friedrich von Bodelschwingh der Jüngere, deutscher Theologe
- 1947: Jean Strauwen, belgischer Komponist und Dirigent

#### 1951–2000
- 1951: Evlyn Howard-Jones, englischer Pianist, Dirigent und Musikpädagoge
- 1952: Constant Permeke, belgischer Maler
- 1957: Caroline Haslett, britische Elektroingenieurin
- 1957: Theodor Körner, österreichischer Offizier und Politiker, Bürgermeister von Wien, Bundespräsident
- 1958: John Anderson, britischer Politiker, Minister, Gouverneur von Bengalen
- 1958: Adelgunde von Bayern, bayrische Prinzessin
- 1958: Alliott Verdon Roe, britischer Luftfahrtpionier
- 1960: Albert Camus, französischer Schriftsteller, Philosoph und Widerstandskämpfer, Nobelpreisträger
- 1960: Friedel Hoefer, deutsche Porträt- und Landschaftsmalerin
- 1960: Dudley Nichols, US-amerikanischer Drehbuchautor
- 1961: Erwin Schrödinger, österreichischer Physiker und Wissenschaftstheoretiker, Nobelpreisträger
- 1962: Hans Heinrich Lammers, deutscher Jurist und Politiker, Reichsminister, Chef der Reichskanzlei, Kriegsverbrecher
- 1962: Johanna Terwin, deutsche Schauspielerin
- 1963: Fridolin von Senger und Etterlin, deutscher General der Panzertruppe
- 1964: Siegfried Thomas Bok, niederländischer Neurologe
- 1965: Albert Andergassen, österreichischer Ingenieur, Baumeister und Wohnbaumanager

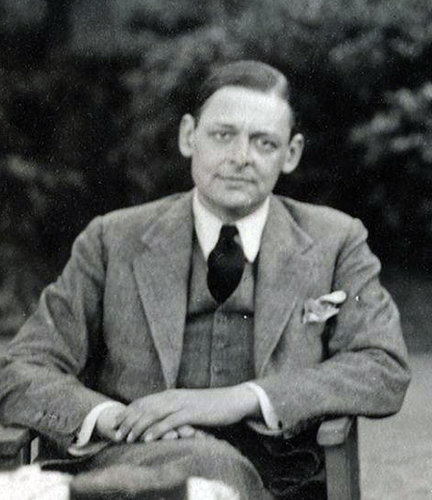
T. S. Eliot
(† 1965)

- 1965: T. S. Eliot, US-amerikanisch-britischer Lyriker, Dramatiker und Kritiker, Nobelpreisträger
- 1966: Inga Grigorjewna Woronina, sowjetische Eisschnellläuferin, Weltmeisterin
- 1967: Alwin Walther, deutscher Ingenieur und Mathematiker
- 1967: Donald Campbell, britischer Motorboot- und Automobilrennfahrer, Geschwindigkeitsrekordler
- 1968: Armando Castellazzi, italienischer Fußballspieler und -trainer
- 1968: Augustinus Hieber, deutscher Geistlicher
- 1969: Paul Chambers, US-amerikanischer Jazz-Bassist
- 1969: Günther Jacoby, deutscher Philosoph
- 1969: Arthur Loesser, US-amerikanischer Pianist, Musikpädagoge und -schriftsteller
- 1969: Montague Phillips, britischer Komponist
- 1969: Amedeo Varese, italienischer Fußballspieler
- 1974: Abdul Ghafur Breshna, afghanischer Künstler, Komponist und Dichter
- 1974: Karel Janeček, tschechischer Komponist, Musikpädagoge und -theoretiker
- 1975: Carlo Levi, italienischer Schriftsteller, Maler und Politiker
- 1976: Rudolph Minkowski, deutsch-US-amerikanischer Astrophysiker
- 1979: Peter Frankenfeld, deutscher Schauspieler, Sänger und Entertainer

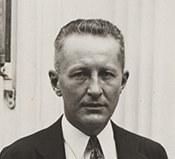
John B. Hollister († 1979)

- 1979: John B. Hollister, US-amerikanischer Politiker, Mitglied des Repräsentantenhauses
- 1979: Vincent Korda, ungarischer Szenenbildner
- 1981: Friedrich Werber, deutscher Politiker, MdL, Staatsrat
- 1985: Kakuei Kin, japanischer Schriftsteller
- 1986: Giuseppe Addobbati, italienischer Schauspieler
- 1986: Harry Fuchs, US-amerikanischer Cellist
- 1986: Johan Huges, niederländischer Ruderer
- 1986: Christopher Isherwood, britischer Schriftsteller
- 1986: Phil Lynott, irischer Bassist und Sänger
- 1988: Walther Amelung, deutscher Arzt
- 1988: Anton Anderl, österreichischer Politiker, LAbg
- 1988: Walter Glöckler, deutscher Automobil- und Motorradrennfahrer sowie Automobilkonstrukteur
- 1988: Friedrich Joloff, deutscher Schauspieler
- 1988: Lily Laskine, französische Harfenistin
- 1990: Harold Eugene Edgerton, US-amerikanischer Elektroingenieur, Erfinder des Stroboskops
- 1990: Kurt-Werner Seidel, deutscher Mathematiker, Physiker und Feuerwehrmann
- 1990: Vladimir Ussachevski, russisch-US-amerikanischer Komponist
- 1991: Leo Wright, US-amerikanischer Jazz-Klarinettist
- 1991: Richard Maibaum, US-amerikanischer Drehbuchautor
- 1995: Eduardo Mata, mexikanischer Komponist
- 1996: Anna Amalie Abert, deutsche Musikwissenschaftlerin
- 1996: Bob Flanagan, US-amerikanischer Schriftsteller und Künstler
- 1996: Maria Wimmer, deutsche Schauspielerin
- 2000: Tom Fears, US-amerikanischer American-Football-Spieler und -Trainer
- 2000: Diether Krebs, deutscher Schauspieler, Komödiant und Sänger
- 2000: Reinhard Riegel, deutscher Rechtswissenschaft- und Datenschutzexperte

### 21. Jahrhundert
- 2001: Alexandra Adler, US-amerikanische Neurologin und Psychiaterin österreichischer Herkunft, Spezialistin für Gehirn-Traumata
- 2001: Les Brown, US-amerikanischer Big-Band-Leader
- 2001: Perry Schwartz, US-amerikanischer American-Football-Spieler

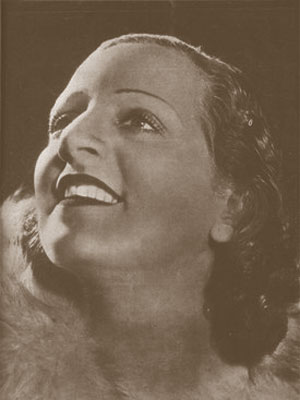
Ada Falcón († 2002)

- 2002: Ada Falcón, argentinische Tangotänzerin, Sängerin und Filmschauspielerin
- 2004: Joan Aiken, britische Schriftstellerin
- 2004: Brian Gibson, britischer Filmregisseur, Drehbuchautor und Filmproduzent
- 2004: Helena Růžičková, tschechische Schauspielerin
- 2005: Ali al-Haidari, irakischer Politiker, Gouverneur von Bagdad
- 2005: Humphrey Carpenter, britischer Schriftsteller und Biograph
- 2005: Robert Heilbroner, US-amerikanischer Volkswirtschaftler
- 2005: Teddeus Guo Yingong, chinesischer Geistlicher, Bischof von Datong
- 2006: Maktum bin Raschid Al Maktum, emiratischer Politiker, Premierminister, Emir von Dubai
- 2006: Sandro Salvadore, italienischer Fußballspieler
- 2006: Maria de Lourdes Pereira dos Santos Van-Dúnem, angolanische Sängerin
- 2007: Zoltán E. Erdély, deutscher Psychoanalytiker und Buchautor
- 2008: Keith Baxter, britischer Rockmusiker
- 2008: Emilio Benavent Escuín, spanischer Geistlicher, Bischof von Málaga, Erzbischof von Granada, Militärbischof
- 2008: Herbert Keppler, US-amerikanischer Fotoreporter, Herausgeber und Kameraentwickler
- 2008: Marianne Kiefer, deutsche Schauspielerin
- 2008: John O’Donohue, irischer Philosoph und Schriftsteller
- 2009: Lei Clijsters, belgischer Fußballspieler
- 2009: Gert Jonke, österreichischer Schriftsteller
- 2011: Hélio Ary Silveira, brasilianischer Schauspieler
- 2011: Hadayatullah Hübsch, deutscher Schriftsteller und Imam
- 2011: Gerry Rafferty, britischer Musiker
- 2012: Eve Arnold, US-amerikanische Fotografin

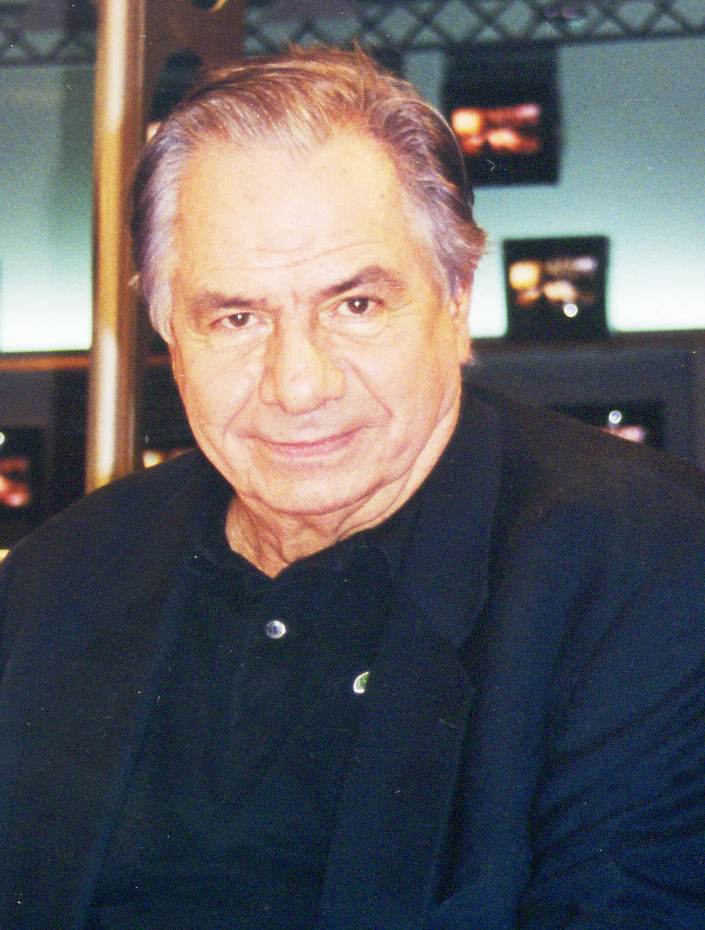
Michel Galabru († 2016)

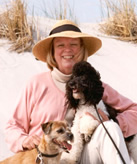
Karen Pryor († 2025)

- 2012: Totti Bergh, norwegischer Jazzmusiker
- 2012: Henri-Ferdinand Lavanchy, Schweizer Unternehmer, Gründer von Adecco
- 2012: Xaver Unsinn, deutscher Eishockeyspieler und -trainer
- 2013: Pavol Bagin, slowakischer Komponist und Dirigent
- 2013: Thomas Holtzmann, deutscher Schauspieler
- 2015: Pino Daniele, italienischer Sänger und Musiker
- 2016: Klaus Michael Arp, deutscher Dirigent und Komponist
- 2016: Franz Daebeler, deutscher Agrarwissenschaftler und Hochschullehrer
- 2016: Michel Galabru, französischer Schauspieler und Komiker
- 2016: Maja Maranow, deutsche Schauspielerin
- 2016: Achim Mentzel, deutscher Musiker und Fernsehmoderator
- 2017: Heinz Billing, deutscher Physiker und Computerpionier
- 2017: Klaus Wildbolz, österreichischer Schauspieler
- 2018: Aharon Appelfeld, israelischer Schriftsteller
- 2018: Philipp Jenninger, deutscher Politiker, MdB, Staatsminister, Bundestagspräsident
- 2020: Herbert Binkert, deutscher Fußballtrainer
- 2021: Tanya Roberts, US-amerikanische Schauspielerin
- 2021: Martinus J. G. Veltman, niederländischer Physiker, Nobelpreisträger
- 2022: Rolf-Dieter Amend, deutscher Kanute und Kanutrainer
- 2022: Julio Ferrer, puerto-ricanischer Leichtathlet
- 2022: Anatolij Kuksow, ukrainischer Fußballspieler und -trainer
- 2022: Kazimierz Lewandowski, polnischer Ruderer
- 2023: Marie Kovářová, tschechoslowakische Kunstturnerin
- 2023: Sławomir Maciejowski, polnischer Ruderer
- 2023: Rosi Mittermaier, deutsche Skirennläuferin
- 2023: Helena Adler, österreichische Schriftstellerin
- 2024: Glynis Johns, britische Schauspielerin, Pianistin, Sängerin und Tänzerin
- 2024: Rosie Reyes, mexikanische Tennisspielerin
- 2025ː Karen Pryor, US-amerikanische Biologin, Zoologin, Verhaltensforscherin
- 2025ː Jenny Randerson, Baroness Randerson, walisisches liberaldemokratisches Mitglied des House of Lords

## Feier- und Gedenktage
- Kirchliche Gedenktage
  - Friedrich von Bodelschwingh der Jüngere, deutscher Pfarrer und Wohltäter (evangelisch)
  - Hl. Pudens, römischer Senator und Wohltäter (orthodox)
- Namenstage
  - Angela, Angelika, Roger
- Staatliche Feier- und Gedenktage
  - Myanmar, Unabhängigkeit von Großbritannien (1948)

Weitere Einträge enthält die Liste von Gedenk- und Aktionstagen.